# Liste der Biografien/Hell
Liste der Biografien |
Portal Biografien |
Personensuche
# |
A |
B |
C |
D |
E |
F |
G |
H |
I |
J |
K |
L |
M |
N |
O |
P |
Q |
R |
S |
T |
U |
V |
W |
X |
Y |
Z |
?
 
Ha |
Hd |
He |
Hi |
Hj |
Hk |
Hl |
Hm |
Hn |
Ho |
Hr |
Hs |
Ht |
Hu |
Hv |
Hw |
Hy
 
Hea |
Heb |
Hec |
Hed |
Hee |
Hef |
Heg |
Heh |
Hei |
Hej |
Hek |
Hel |
Hem |
Hen |
Heo |
Hep |
Heq |
Her |
Hes |
Het |
Heu |
Hev |
Hew |
Hex |
Hey |
Hez
 
Hela |
Helb |
Helc |
Held |
Hele |
Helf |
Helg |
Heli |
Helj |
Helk |
Hell |
Helm |
Heln |
Helo |
Help |
Helr |
Hels |
Helt |
Helu |
Helv |
Helw |
Hely |
Helz
Die Liste der Biografien führt alle Personen auf, die in der deutschsprachigen Wikipedia einen Artikel haben. Dieses ist eine Teilliste mit 698 Einträgen von Personen, deren Namen mit den Buchstaben „Hell“ beginnt.

## Hell
- Hell, Benedikt (1678–1746), österreichischer Zisterzienser und Abt
- Hell, Benedikt (* 1972), Psychologe
- Hell, Bernhard (1877–1955), deutscher Reformpädagoge und Autor
- Hell, Berthold (1901–1945), deutscher Politiker (NSDAP), MdR
- Hell, Bodo (* 1943), österreichischer SchriftstellerBodo Hell (* 1943)

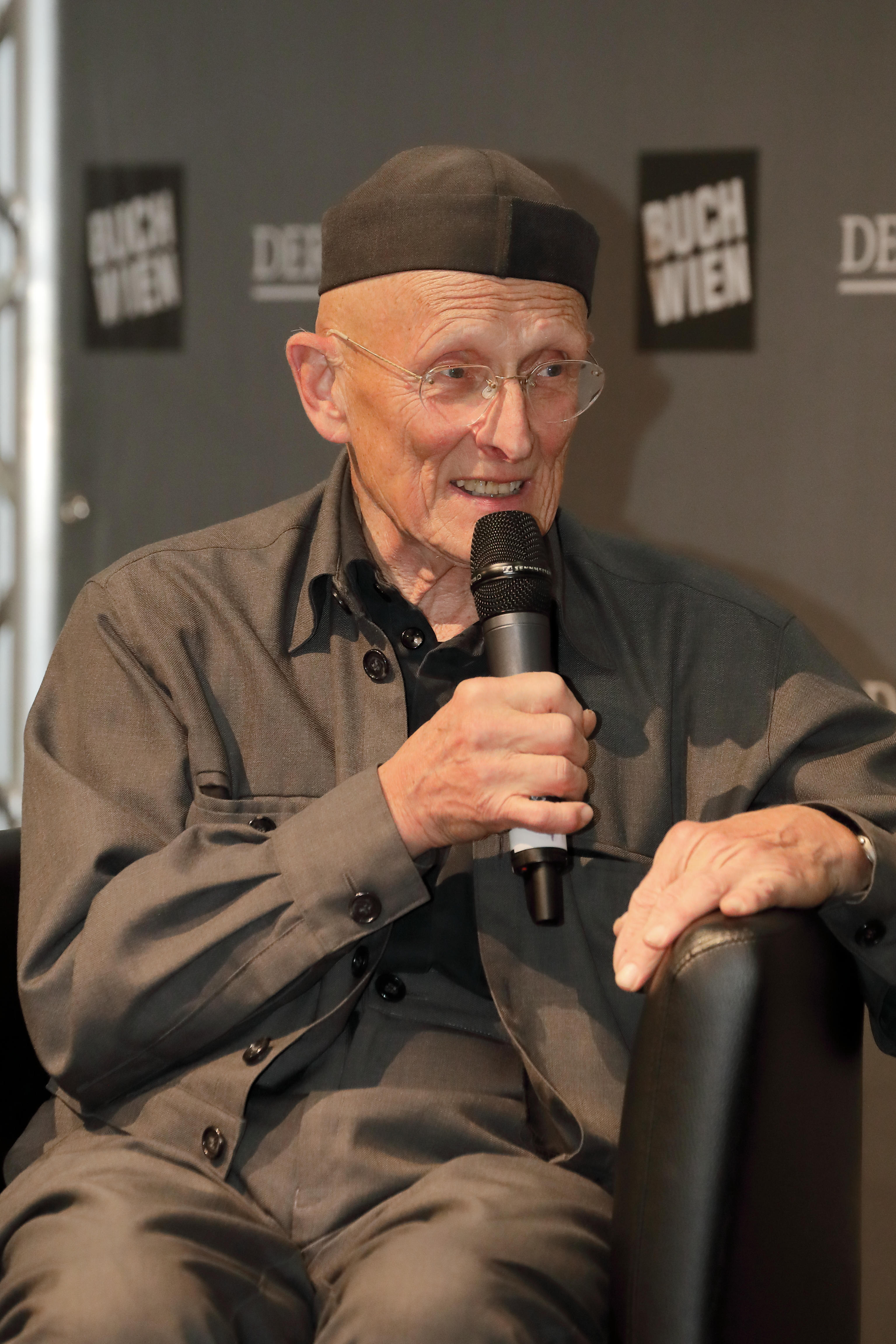
Bodo Hell (* 1943)

- Hell, Carl Magnus von (1849–1926), deutscher Chemiker
- Hell, Cornelius (* 1956), österreichischer Literaturkritiker, Übersetzer und Essayist
- Hell, Daniel (* 1944), Schweizer Psychiater und Psychotherapeut, Universitätsprofessor und Autor
- Hell, Elena (* 1989), deutsch-österreichische Drehbuch- und Romanautorin
- Hell, Emil (1864–1931), preußischer Generalmajor
- Hell, Ernst-Eberhard (1887–1973), deutscher General der Artillerie im Zweiten Weltkrieg, Mitglied des Nationalkomitees Freies Deutschland
- Hell, Faye (* 1977), österreichische Horror-Autorin
- Hell, Felix (* 1985), deutscher Organist
- Hell, Franz (1899–1963), österreichischer Politiker (ÖVP), Präsident des Salzburger Landtages
- Hell, Friedrich (1869–1957), österreichischer Maler
- Hell, Friedrich (1892–1957), deutscher KPD-Funktionär, MdL, FDGB-Funktionär, Widerstandskämpfer
- Hell, Günther (* 1978), italienischer Eishockeytorwart
- Hell, Heiko (* 1980), deutscher Schwimmer
- Hell, Johann (* 1955), österreichischer Politiker (SPÖ), Abgeordneter zum Nationalrat
- Hell, Jozef Karol (1713–1789), Erfinder einer Wasserpumpe
- Hell, Karl (1908–1999), deutscher Architekt
- Hell, Leonhard (* 1958), deutscher Theologe
- Hell, Ludmilla (1886–1966), österreichische Bühnen- und Filmschauspielerin
- Hell, Manfred (* 1956), deutscher Unternehmer und Sportfunktionär
- Hell, Martin (1885–1975), österreichischer Ingenieur und Prähistoriker
- Hell, Mathias (* 1927), deutscher Schauspieler
- Hell, Maximilian (1720–1792), österreichischer Astronom und Jesuit
- Hell, Peter (* 1947), deutscher Bobsportler, Sportfunktionär und Unternehmer
- Hell, Richard (* 1949), US-amerikanischer Musiker und SchriftstellerRichard Hell (* 1949)

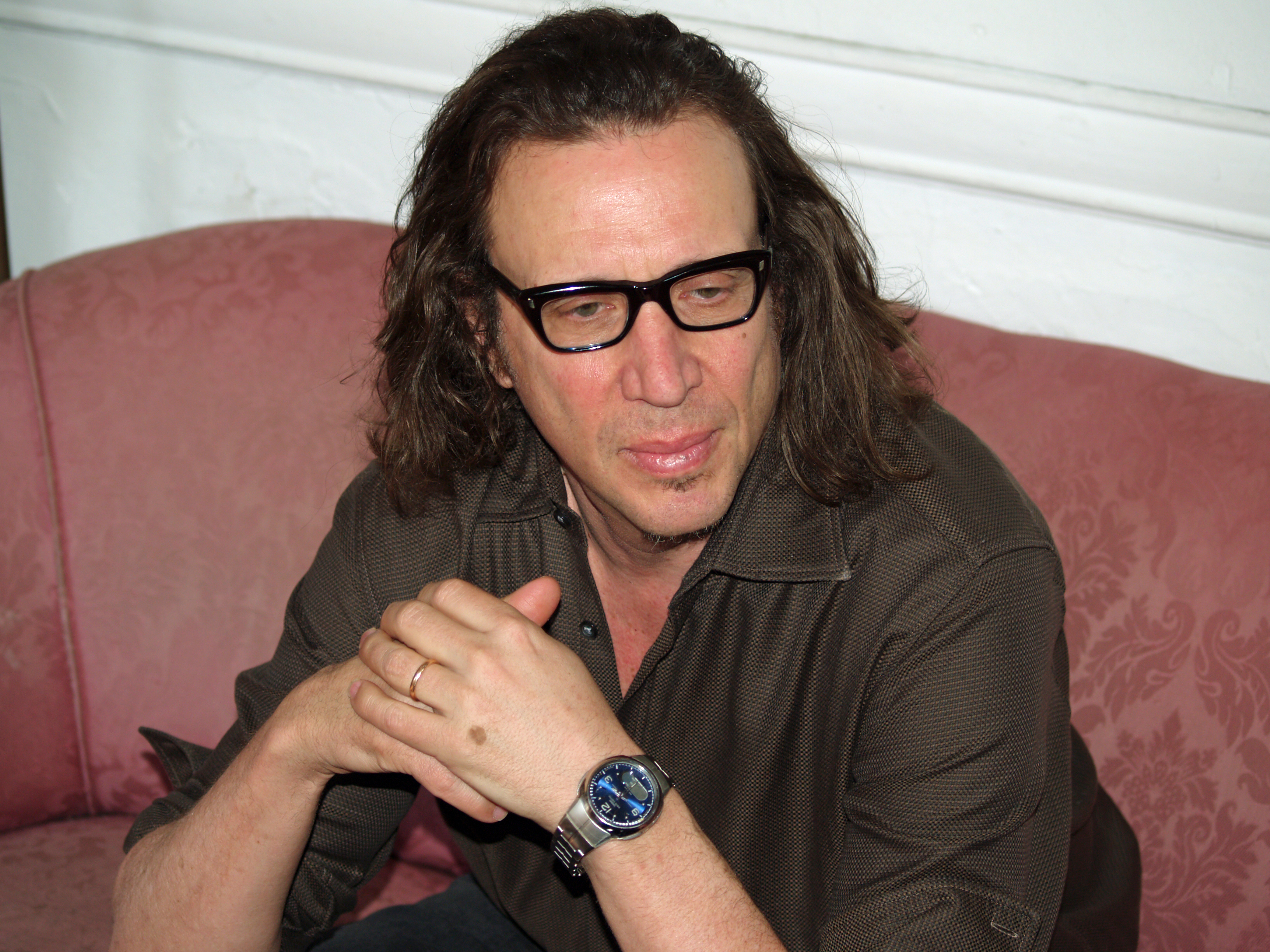
Richard Hell (* 1949)

- Hell, Rudolf (1901–2002), deutscher Erfinder
- Hell, Stefan (* 1962), rumäniendeutscher Physiker und HochschullehrerStefan Hell (* 1962)
- Hell, Ter (* 1954), deutscher Maler

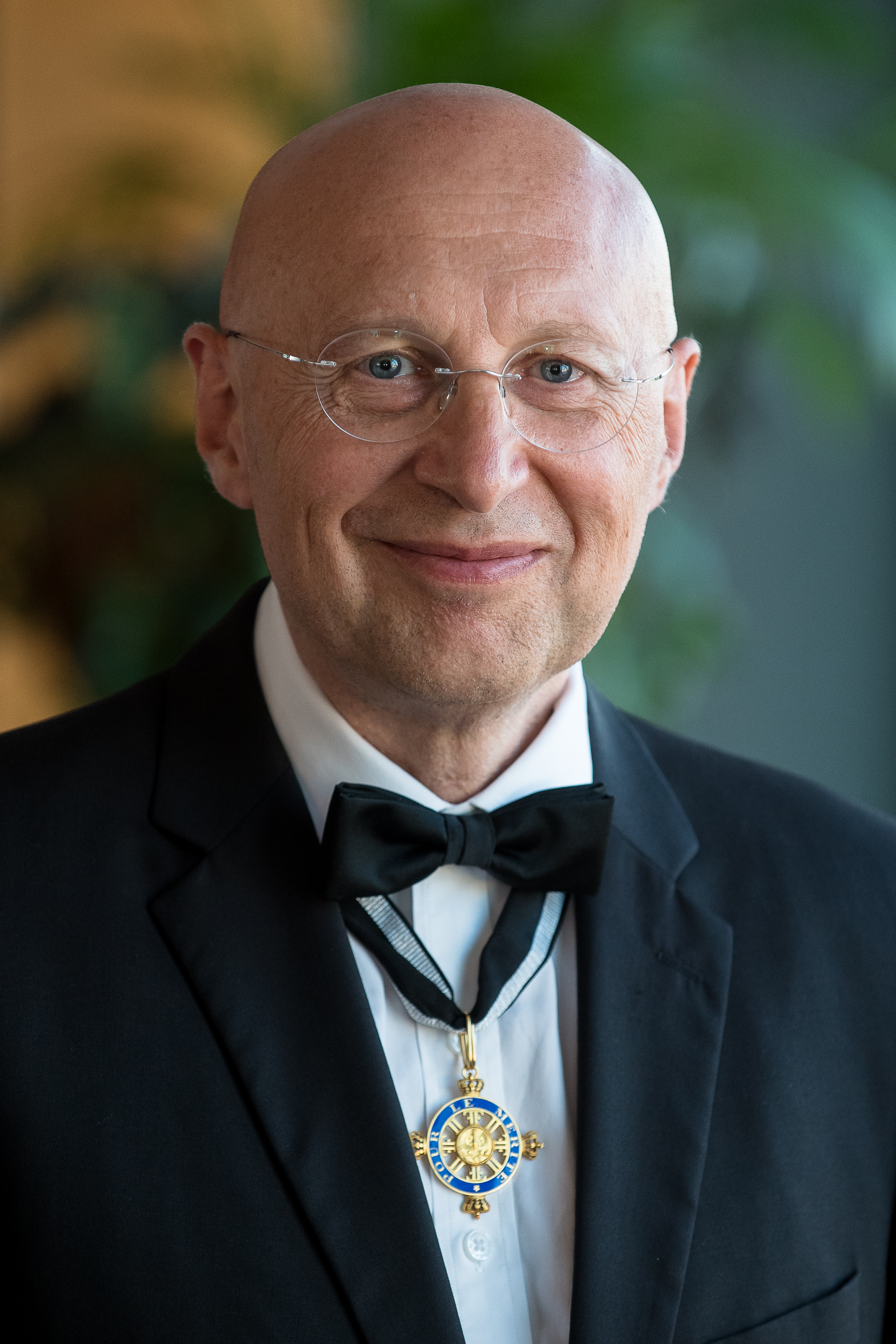
Stefan Hell (* 1962)

- Hell, Theodor (1775–1856), deutscher Schriftsteller
- Hell, Thom (* 1976), norwegischer Singer-Songwriter
- Hell, Thomas (* 1970), deutscher Pianist und Hochschullehrer
- Hell, Wolfgang (* 1948), deutscher Psychologe und Hochschullehrer
- Hell, Wolfgang (* 1980), italienischer Skirennläufer

### Hella
- Hella Sketchy (2001–2019), US-amerikanischer Rapper
- Hella, Alzir (1881–1953), französischer Schriftsteller
- Hella, Andreas (* 1959), deutscher Bildender Künstler der Moderne in den Bereichen Zeichnung, Malerei, Wandmalerei und Objektbau
- Hella’Grand, Odette, Travestiekünstler, Dragqueen
- Helland, Gustav (1879–1958), norwegischer Architekt
- Helland, J. Roy (* 1943), US-amerikanischer Maskenbildner
- Helland, Karl (* 1943), norwegischer Radrennfahrer
- Helland, Samuel T., US-amerikanischer Generalleutnant des US Marine Corps
- Helland, Thor (1936–2021), norwegischer Mittel- und Langstreckenläufer
- Helland-Hansen, Bjørn (1877–1957), norwegischer Ozeanograph
- Helland-Hansen, Sunniva (* 1997), norwegische Beachvolleyballspielerin
- Hellanikos von Lesbos, griechischer Schriftsteller
- Hellat, Aleksander (1881–1943), estnischer Jurist und Diplomat
- Hellat, Georg (1870–1943), estnischer Architekt
- Hellat, Henn-Kaarel (1932–2017), estnischer Schriftsteller und Kritiker
- Hellauer, Josef (1871–1956), österreichischer Ökonom, Professor für Betriebswirtschaft
- Hellawell, Harry (1888–1968), US-amerikanischer Langstreckenläufer britischer Herkunft
- Hellawell, John (1943–2019), englischer Fußballspieler

### Hellb
- Hellbach, Catherina (* 1975), deutsche Rechtsanwältin und Schauspielerin
- Hellbach, Christian (* 1959), deutscher Diplomat
- Hellbach, Johann Christian von (1757–1828), deutscher Jurist, Historiker und Autor
- Hellbach, Rudolf (* 1857), deutschsprachiger Theaterschauspieler
- Hellbeck, Hannspeter (* 1927), deutscher Diplomat, Botschafter in der Volksrepublik China
- Hellbeck, Jochen (* 1966), deutscher Osteuropahistoriker
- Hellberg, Arne (1920–1977), schwedischer Diskuswerfer
- Hellberg, Bastian (* 1962), deutscher Fußballspieler
- Hellberg, Björn (* 1944), schwedischer Sportjournalist und Schriftsteller
- Hellberg, Dagmar (* 1954), deutsche Musicaldarstellerin, Schauspielerin und Sängerin
- Hellberg, Franz (1894–1970), deutscher Unternehmer in der Braunkohlenindustrie
- Hellberg, Heinz (* 1944), österreichischer Schauspieler, Operettensänger, Musicaldarsteller und Theaterintendant
- Hellberg, Kim (* 1988), schwedischer Fußballtrainer
- Hellberg, Magnus (* 1991), schwedischer Eishockeytorwart
- Hellberg, Martin (1905–1999), deutscher Regisseur, Schauspieler und Autor
- Hellberg, Raul (1900–1985), finnischer Radrennfahrer
- Hellberg, Ruth (1906–2001), deutsche Schauspielerin und Synchronsprecherin
- Hellbling, Ernst Carl (1901–1985), österreichischer Rechtshistoriker
- Hellbom, Olle (1925–1982), schwedischer Regisseur und DrehbuchautorOlle Hellbom (1925–1982)

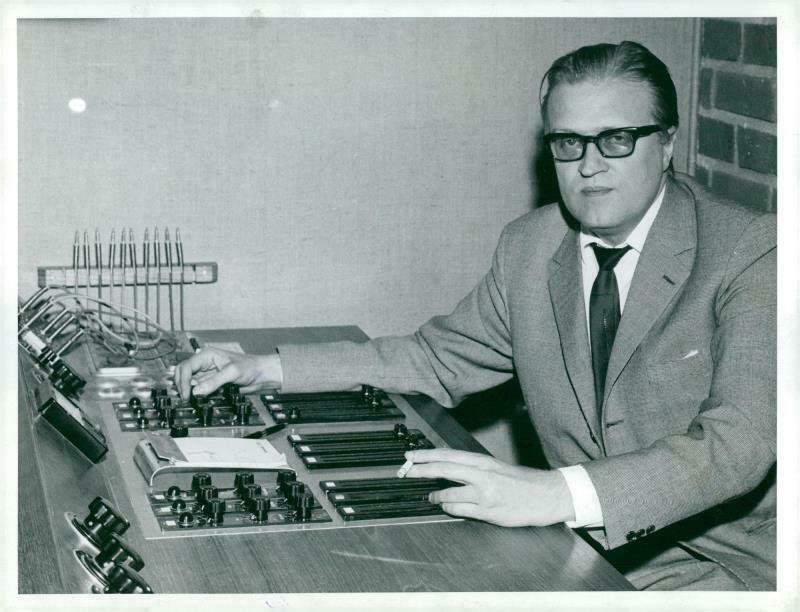
Olle Hellbom (1925–1982)

- Hellborg, Jonas (* 1958), schwedischer Fusion- und Jazzmusiker (Bassgitarre, Komposition)
- Hellbrück, Thomas (* 1959), deutscher Politiker (CDU), MdL
- Hellbrügge, Theodor (1919–2014), deutscher Kinderarzt
- Hellbrunn, Johann Georg (1674–1753), deutscher Architekt und Ratsbaumeister
- Hellbusch, Hermann (1879–1968), deutscher Porträt- und Landschaftsmaler der Düsseldorfer Schule
- Hellbusch, Lucas (* 1996), deutscher Handballschiedsrichter

### Helld
- Helldén, David (1905–1990), schwedischer Architekt
- Helldorff, Carl Heinrich von (1832–1905), preußischer Rittergutsbesitzer, Offizier und Politiker
- Helldorff, Carl von (1804–1860), preußischer Verwaltungsbeamter, Kammerherr und Parlamentarier
- Helldorff, Ferdinand von (1835–1893), preußischer Landrat
- Helldorff, Ferdinand von (1868–1921), österreichischer Werksbesitzer und Politiker
- Helldorff, Heinrich August von (1794–1862), preußischer Generalmajor
- Helldorff, Heinrich von (1799–1873), preußischer Gutsbesitzer und Politiker
- Helldorff, Heinrich von (1832–1897), großherzoglich-sächsischer Kammerherr in Weimar
- Helldorff, Heinrich von (1833–1876), preußischer Landrat
- Helldorff, Heinrich von (1870–1936), deutscher Verwaltungsjurist, königlich-preußischer Landrat und Präsident der Landwirtschaftskammer der Provinz Sachsen
- Helldorff, Johann Heinrich von (1726–1793), kursächsischer Kammerherr und Domherr in Merseburg
- Helldorff, Julius von (1827–1908), deutscher Rittergutsbesitzer, Landrat und Politiker, MdR
- Helldorff, Karl von (1828–1895), preußischer Landrat
- Helldorff, Otto von (1833–1908), preußischer Gutsbesitzer und Politiker, MdR
- Helldorff, Wolf von (1794–1864), preußischer Kammerherr
- Helldorff, Wolf-Heinrich von (1896–1944), deutscher Politiker (NSDAP), MdR, Beteiligter des 20. Juli 1944Wolf-Heinrich von Helldorff (1896–1944)

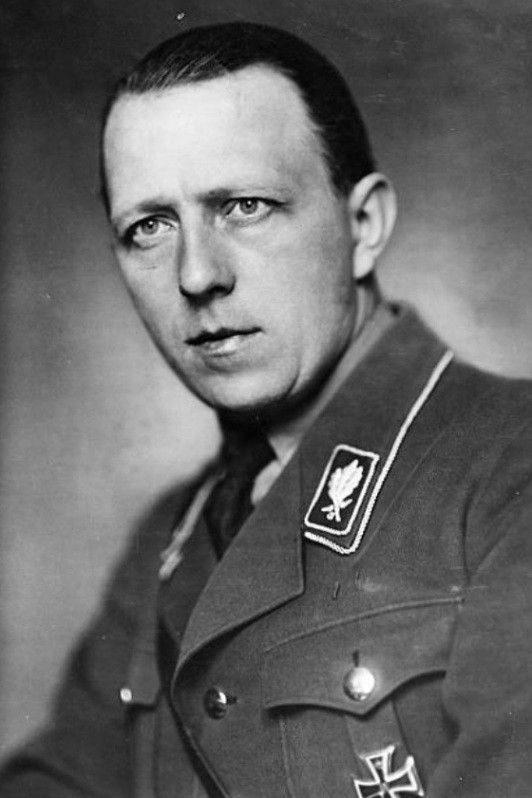
Wolf-Heinrich von Helldorff (1896–1944)

### Helle
- Helle, Astrid Emilie (* 1962), norwegische Diplomatin
- Helle, Ernst Carl (1794–1850), deutscher Unternehmer
- Helle, Ernst Christoph (1759–1826), deutscher Fabrikant und Kommunalpolitiker
- Helle, Friedrich Wilhelm (1834–1901), deutscher Dichter
- Helle, Heinz (* 1978), deutscher Schriftsteller
- Helle, Helle (* 1965), dänische Schriftstellerin
- Helle, Henri (1873–1901), französischer Bogenschütze
- Helle, Horst Jürgen (* 1934), deutscher Soziologe und Hochschullehrer
- Helle, Veikko (1911–2005), finnischer Wirtschaftsmanager und Politiker, Abgeordneter, Parlamentspräsident und Minister
- Helle-Haeusler, Kurt (1894–1965), deutscher Politiker (DP/CDU) und Abgeordneter des Niedersächsischen Landtages

#### Helleb
- Hellebaut, Hilaire (1895–1951), belgischer Radrennfahrer
- Hellebaut, Tia (* 1978), belgische Hochspringerin und Mehrkämpferin
- Helleberg, Bo (* 1974), dänischer Ruderer
- Helleberg, Jessica (* 1986), schwedische Handballspielerin
- Helleberg, Maria (* 1956), dänische Schriftstellerin
- Hellebrand, Jaroslav (* 1945), tschechoslowakischer Ruderer
- Hellebrand, Walter (1907–1998), deutscher Rechtswissenschaftler
- Hellebronth, Judith (* 1986), deutsch-uruguayische Schauspielerin
- Hellebuyck, Connor (* 1993), US-amerikanischer EishockeytorwartConnor Hellebuyck (* 1993)

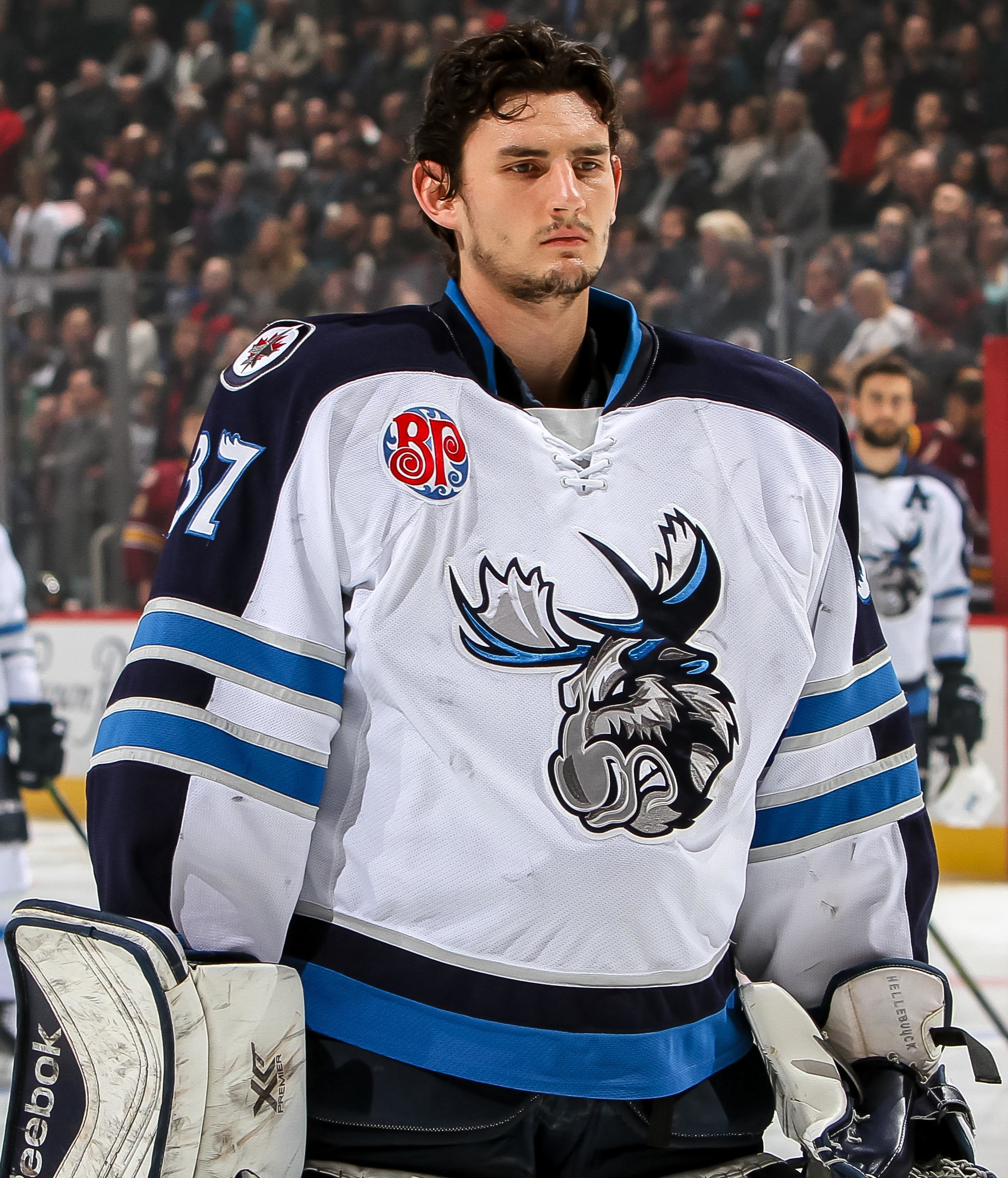
Connor Hellebuyck (* 1993)

- Hellebuyck, David (* 1979), französischer Fußballspieler
- Hellebuyck, Eddy (* 1961), US-amerikanischer Marathonläufer belgischer Herkunft
- Hellebuyck, Georges (1890–1975), belgischer Segler

#### Helled
- Helledie, Jesper (* 1954), dänischer Badmintonspieler

#### Helleg
- Hellegouarch, Yves (1936–2022), französischer Mathematiker

#### Hellei
- Helleiner, Gerald Karl (* 1936), kanadischer Entwicklungsökonom
- Helleiner, Karl Ferdinand (1902–1984), austrokanadischer Wirtschaftshistoriker

#### Hellek
- Hellekamps, Stephanie (* 1956), deutsche Bildungshistorikerin

#### Hellel
- Helleland, Linda Hofstad (* 1977), norwegische Politikerin (Høyre)
- Helleland, Trond (* 1962), norwegischer Politiker

#### Hellem
- Hellema (1921–2005), niederländischer Schriftsteller und Widerstandskämpfer
- Hellemann, Angelika, deutsche JournalistinAngelika Hellemann

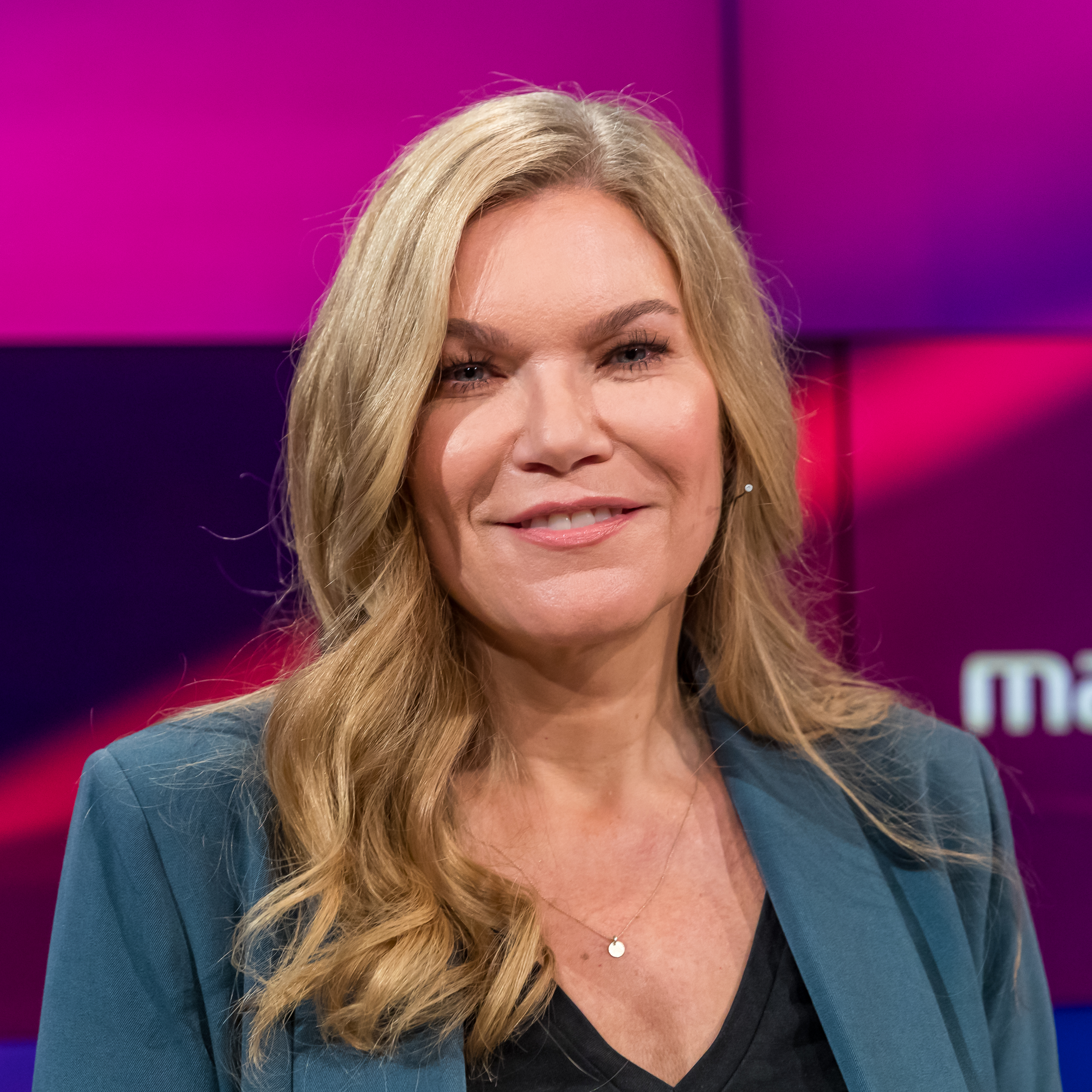
Angelika Hellemann

- Hellemann, Carl (* 1884), dänischer Radrennfahrer
- Hellemans, Alfons (* 1938), belgischer Radrennfahrer
- Hellemans, August (1907–1992), belgischer Fußballspieler
- Hellemans, Greet (* 1959), niederländische Ruderin
- Hellemans, Nicolette (* 1961), niederländische Ruderin
- Hellemmes, Eugène d’, französischer Jazzmusiker
- Hellemons, Janus (1912–1999), niederländischer Radrennfahrer
- Hellemose, Asbjørn (* 1999), dänischer Radrennfahrer

#### Hellen
- Hellen, Carl von der (1843–1902), deutscher Landschaftsmaler
- Hellen, Diedrich von der (1819–1892), preußischer Parlamentarier
- Hellen, Eduard von der (1863–1927), deutscher Schriftsteller
- Hellen, Georg zur (1886–1954), deutscher Politiker
- Hellen, Sascha (* 1977), deutscher Eventmanager, freier Journalist und Medienberater
- Hellenbach, Lazar von (1827–1887), österreichischer Politiker, Philosoph, Spiritist und Schriftsteller
- Hellenbrecht, Lucy (* 1998), deutsche Schauspielerin, Model und Reality-TV-Teilnehmerin
- Hellenbrecht, Lydia Adelheid (1844–1920), Hamburger Original
- Hellenbrock, Josef (1900–1977), deutscher Politiker (SPD), MdL, MdB
- Hellenbroich, Heribert (1937–2014), deutscher Jurist, Präsident des deutschen Bundesamts für Verfassungsschutz und des BND
- Hellendaal, Pieter (1721–1799), niederländischer Komponist, Organist und Violinist
- Hellene, Marlene (* 1979), deutsche Autorin, Kolumnistin, Bloggerin und Rechtspflegerin
- Hellenkamp, Detlef (* 1967), deutscher Wirtschaftswissenschaftler und Hochschullehrer
- Hellenkemper Salies, Gisela (1944–1999), deutsche Klassische Archäologin
- Hellenkemper, Hansgerd (* 1945), deutscher Byzantinist, Archäologe und Museumsdirektor
- Hellens, Franz (1881–1972), belgischer Dichter und Schriftsteller französischer Sprache
- Hellenschmidt, Hansfrieder (1934–2015), deutscher Pfarrer und langjähriger Vorsitzender der Bekenntnisbewegung Kein anderes Evangelium
- Hellenstainer, Emma (1818–1904), Pionierin der Tiroler Gastronomie
- Hellenthal, Annina (* 1983), deutsche Schauspielerin
- Hellenthal, Pia (* 1985), deutsche Filmregisseurin und Drehbuchautorin
- Hellenthal, Walter (1896–1969), deutscher Diplomat
- Helleny, Joel (1956–2009), US-amerikanischer Jazzmusiker

#### Hellep
- Helleparth, Marc (* 2001), österreichischer Fußballspieler
- Helleputte, Joris (1852–1925), belgischer Politiker, Architekt, Ingenieur und Hochschullehrer

#### Heller
- Heller Levi, Jan (* 1954), US-amerikanische Lyrikerin
- Heller Schucan, Maja (1912–2000), Schweizer Bildhauerin, Zeichnerin und Autorin
- Heller von Hellersberg, Carl Sebastian (1772–1818), deutscher Rechtswissenschaftler und Staatsmann
- Heller, Adam (* 1933), israelisch-amerikanischer Chemieingenieur und Unternehmer
- Heller, Adolf (1874–1914), deutscher Maler
- Heller, Ágnes (1929–2019), ungarische PhilosophinÁgnes Heller (1929–2019)

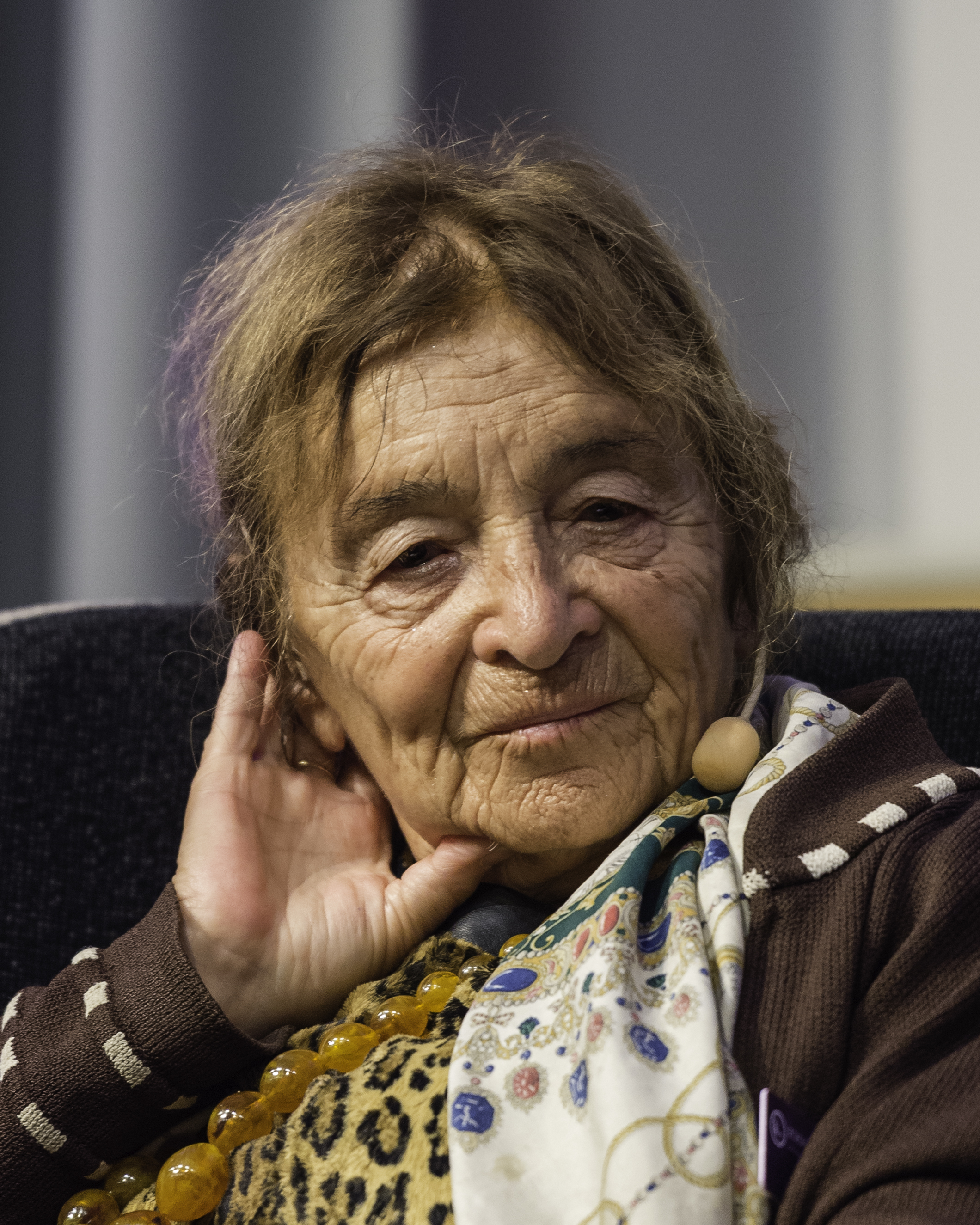
Ágnes Heller (1929–2019)

- Heller, Alex (1925–2008), amerikanischer Mathematiker
- Heller, Alfred (1885–1956), deutsch-israelischer Druckereiunternehmer
- Heller, Alois (1913–2005), deutscher Priester und Hochschulprofessor
- Heller, Amos Arthur (1867–1944), US-amerikanischer Botaniker
- Heller, André (* 1947), österreichischer Multimediakünstler, Aktionskünstler, Kulturmanager, Autor, Dichter, Poet, Chansonnier und SchauspielerAndré Heller (* 1947)

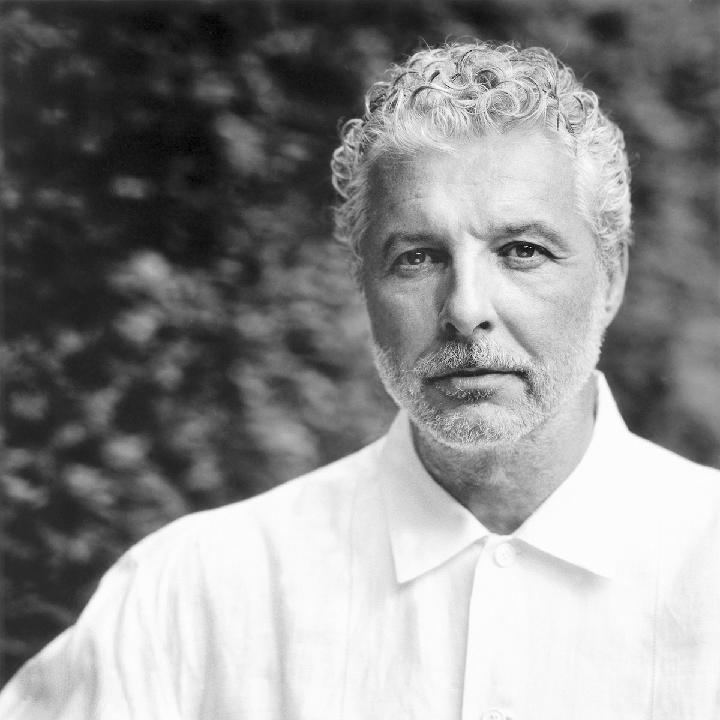
André Heller (* 1947)

- Heller, André (* 1975), brasilianischer Volleyballspieler
- Heller, Andreas (* 1952), deutscher Architekt und Bühnenbildner
- Heller, Andreas (* 1956), deutscher Theologe und Pflegewissenschaftler
- Heller, Andreas (* 1957), deutscher Lehrer und Kommunalpolitiker
- Heller, Anna (1630–1691), Opfer der Hexenverfolgung
- Heller, Anna (1888–1943), polnische Kinderärztin
- Heller, Arno (* 1939), österreichischer Amerikanist
- Heller, Arnold (1840–1913), deutscher Pathologe und Hochschullehrer
- Heller, Arnold (1877–1933), österreichischer Ingenieur und Schriftleiter
- Heller, August (1843–1902), ungarischer Wissenschaftshistoriker
- Heller, Barbara (* 1936), deutsche Komponistin und Pianistin
- Heller, Benny, US-amerikanischer Jazzgitarrist
- Heller, Bernát (1871–1943), ungarischer Rabbiner, Orientalist, Arabist und Literaturhistoriker
- Heller, Bernd (* 1947), deutscher Fernsehmoderator
- Heller, Bernhard (1878–1937), deutscher Tischler, Bildhauer und Dichter
- Heller, Bert (1912–1970), deutscher Maler und Kunsthochschulrektor
- Heller, Birgit (* 1959), österreichische Religionswissenschaftlerin
- Heller, Bruno (1894–1945), deutsch-jüdischer Gynäkologe und NS-Opfer
- Heller, Bruno (1925–2014), Schweizer Künstler
- Heller, Bruno (* 1960), englischer DrehbuchautorBruno Heller (* 1960)

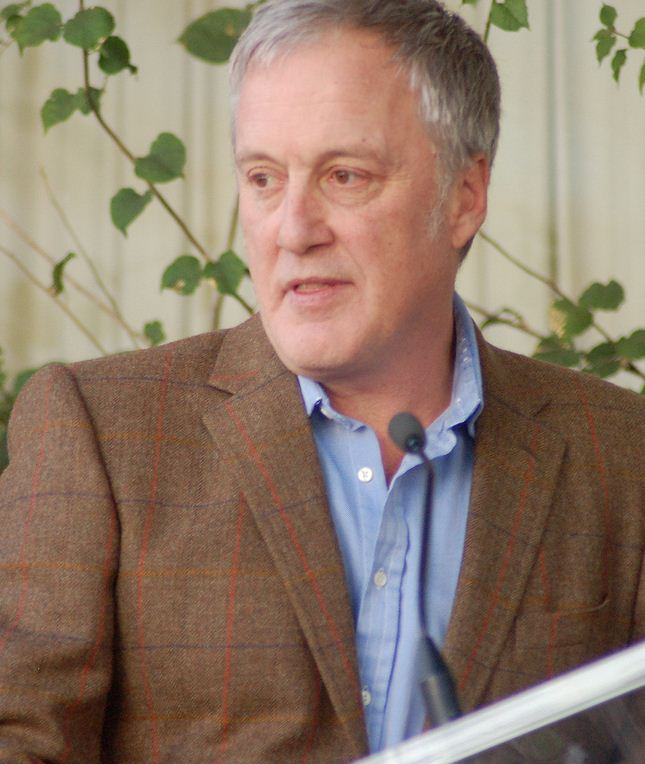
Bruno Heller (* 1960)

- Heller, Camill (1823–1917), österreichischer Zoologe
- Heller, Carl (1872–1944), tschechoslowakischer Politiker und NS-Opfer
- Heller, Caryl, Szenenbildnerin
- Heller, Christian (* 1961), deutscher Schauspieler
- Heller, Christoph (* 1981), deutscher Filmschaffender
- Heller, Dagmar (1947–2015), deutsche Schauspielerin, Synchron- und Hörspielsprecherin
- Heller, Dagmar (* 1959), deutsche evangelische Theologin
- Heller, Dean (* 1960), US-amerikanischer Politiker
- Heller, Dieter (1945–2003), deutscher Psychologe und Hochschullehrer
- Heller, Dominique (* 1980), Schweizer Radiomoderator
- Heller, Edmund (1875–1939), US-amerikanischer Zoologe
- Heller, Edmund (* 1953), deutscher politischer Beamter (CDU)
- Heller, Edmund Kurt (1884–1954), deutscher Germanist und Hochschullehrer
- Heller, Elisabeth (* 1949), deutsche Musikredakteurin und Medienpädagogin
- Heller, Else (1884–1951), österreichisch-deutsche Bühnen- und Filmschauspielerin
- Heller, Emil (1860–1950), Schweizer Politiker (BGB)
- Heller, Emmy (1886–1956), deutsche Historikerin
- Heller, Eric (* 1946), US-amerikanischer Chemiker und Physiker
- Heller, Erich (1911–1990), englischer Essayist
- Heller, Ernst (1848–1909), deutscher Industrieller
- Heller, Ernst (1877–1964), Chirurg und Hochschullehrer
- Heller, Ernst (1894–1972), Schweizer Bildhauer
- Heller, Eugen (1862–1939), deutscher Geschäftsmann
- Heller, Eva (1948–2008), deutsche Schriftstellerin und SozialwissenschaftlerinEva Heller (1948–2008)

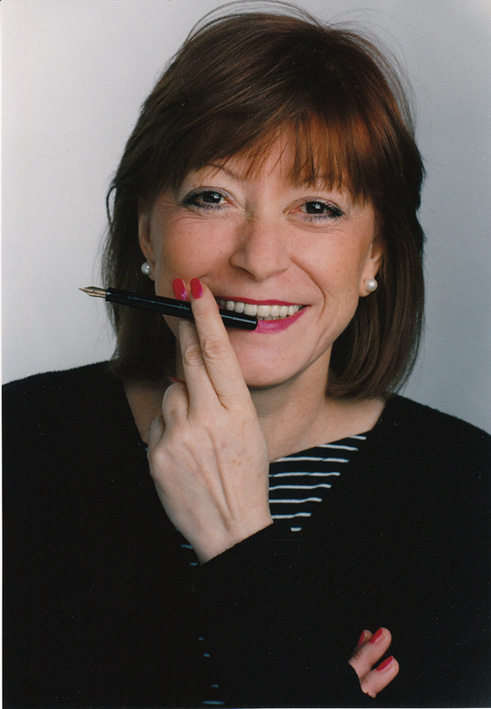
Eva Heller (1948–2008)

- Heller, Florian (1905–1978), deutscher Paläontologe
- Heller, Florian (* 1982), deutscher Fußballspieler
- Heller, Frank (1886–1947), schwedischer Autor
- Heller, Franz (1878–1944), tschechischer Politiker, Abgeordneter der deutschen Minderheit im tschechoslowakischen Abgeordnetenhaus
- Heller, Franz (1900–1970), deutscher Politiker (CDU), MdL
- Heller, Franz Xaver (1775–1840), deutscher Botaniker
- Heller, Franziska (* 1979), deutsche Medienwissenschaftlerin und Hochschullehrerin
- Heller, Fred (1889–1949), österreichischer Journalist, Kritiker und Schriftsteller
- Heller, Friederike (* 1974), deutsche Theaterregisseurin und Dramaturgin
- Heller, Friedrich (* 1939), deutscher Geologe und Geophysiker
- Heller, Friedrich Jakob (1798–1864), österreichischer Offizier, Militärhistoriker
- Heller, Friedrich Paul, deutscher Publizist
- Heller, Fritz, deutscher Fußballschiedsrichter
- Heller, Fritz (1893–1966), österreichischer Schauspieler und Kabarettist
- Heller, Fritz (1906–2000), deutscher Ingenieur
- Heller, Georg (1929–2006), deutscher Diplomvolkswirt, Journalist und Schriftsteller
- Heller, Gerhard (1909–1982), deutscher Verleger und Übersetzer
- Heller, Gerhard (1947–2017), österreichischer Photograph
- Heller, Gisela (1929–2025), deutsche Redakteurin und Schriftstellerin
- Heller, Gottfried (* 1935), deutscher Fondsmanager, Vermögensverwalter, Autor und Kolumnist
- Heller, Gustav (1866–1946), deutscher Chemiker und Hochschullehrer an der Universität Leipzig
- Heller, Gustav (1878–1921), deutscher Politiker (SPD), MdL
- Heller, Gustav (1900–1977), deutscher Politiker (SPD), MdL
- Heller, H. Robert (* 1940), US-amerikanischer Manager, Wirtschaftswissenschaftler und Hochschullehrer
- Heller, Hans (1881–1917), deutscher Architekt und Innenarchitekt
- Heller, Hans (1898–1969), deutscher Komponist
- Heller, Hans (* 1957), deutscher Schauspieler
- Heller, Hans Sigmund (1905–1974), britischer Pharmakologe
- Heller, Heinz-Bernd (* 1944), deutscher Medienwissenschaftler
- Heller, Helen West (1872–1955), amerikanische Malerin, Grafikerin, Dichterin, Illustratorin und Aktivistin
- Heller, Hendrik (* 1986), deutscher Rechtsextremist, Neonazi, NPD-Funktionär
- Heller, Hermann (1850–1917), Schweizer Politiker (FDP)
- Heller, Hermann (1866–1949), österreichischer Arzt, Maler und Bildhauer
- Heller, Hermann (1871–1950), deutscher Verwaltungsjurist und Bezirksoberamtmann
- Heller, Hermann (1884–1941), deutscher Sozialdemokrat
- Heller, Hermann (1891–1933), deutscher Jurist und StaatsrechtlerHermann Heller (1891–1933)

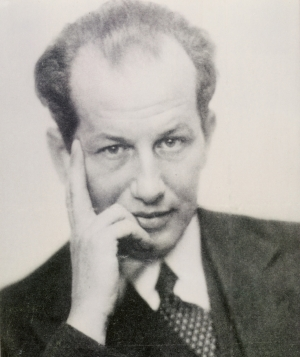
Hermann Heller (1891–1933)

- Heller, Hugo (1870–1923), Buchhändler, Journalist, Verleger und Inhaber einer Konzertdirektion
- Heller, Ingmar (* 1967), deutscher Jazzbassist
- Heller, Irene (1913–1986), deutsche Politikerin (SED), Abgeordnete der Volkskammer der DDR
- Heller, Irving (1921–2012), US-amerikanisch-kanadischer Pianist und Musikpädagoge
- Heller, Jakob (1460–1522), Frankfurter Patrizier, Ratsherr und Bürgermeister
- Heller, Jan (1925–2008), evangelischer Theologe und Hochschullehrer
- Heller, Joachim, deutscher Lehrer, Direktor des Egidiengymnasiums und Kalenderschreiber in Nürnberg
- Heller, Johann Florian (1813–1871), österreichischer Arzt und Chemiker
- Heller, Johann Friedrich (1786–1849), deutschbaltischer evangelischer Geistlicher
- Heller, Johann Jakob (1807–1876), Schweizer Politiker und Arzt
- Heller, Johann Kilian, deutscher Komponist und Organist
- Heller, Johannes (1851–1880), deutscher Historiker und Mitarbeiter an den Monumenta Germaniae Historica
- Heller, Jomtow Lipmann (1579–1654), jüdischer Gelehrter
- Heller, Joseph (1798–1849), deutscher Kaufmann, Heimatforscher und Sammler
- Heller, Joseph (1923–1999), amerikanischer SchriftstellerJoseph Heller (1923–1999)

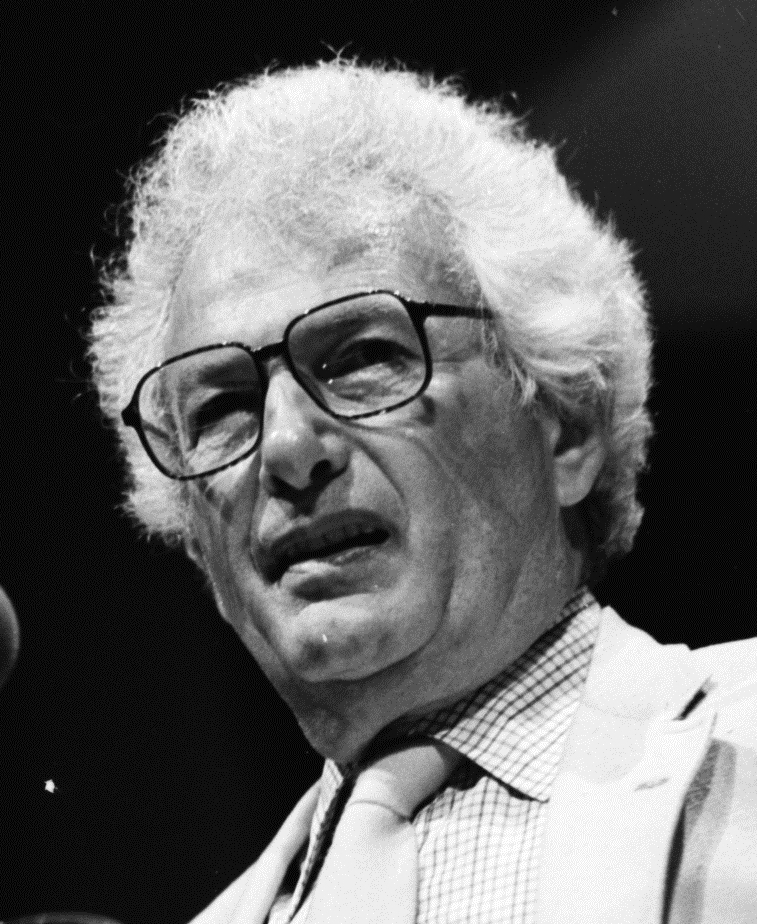
Joseph Heller (1923–1999)

- Heller, Joseph (* 1941), australisch-israelischer Zoologe (Malakologie)
- Heller, Jutta (* 1961), deutsche Wirtschafts- und Sozialwissenschaftlerin
- Heller, Karl Bartholomäus (1824–1880), österreichischer Lehrer und Naturforscher
- Heller, Karl Christian (1770–1837), deutscher Theologe, Bibliothekar und Chronist
- Heller, Karl Maria (1864–1945), österreichisch-deutscher Zoologe
- Heller, Katrin (* 1969), deutsche Schauspielerin und Hörspielsprecherin
- Heller, Kevin Jon (* 1967), Strafrechtler
- Heller, Kilian (1695–1738), Abt des Benediktinerklosters in Seligenstadt
- Heller, Klaus (1937–2023), deutscher Historiker
- Heller, Klaus (1940–2023), deutscher Germanist
- Heller, Klaus (* 1952), deutscher Fallschirmspringer und Sachbuchautor
- Heller, Konrad (1875–1931), österreichischer Fotograf
- Heller, Kurt (1919–1990), österreichischer Politiker (SPÖ), Landtagsabgeordneter, Mitglied des Bundesrates
- Heller, Kurt (1939–2020), österreichischer Verfassungsjurist, Richter am Verfassungsgerichtshof
- Heller, Kurt A. (* 1931), deutscher Psychologe
- Heller, Ladislav (1938–1970), tschechoslowakischer Radrennfahrer
- Heller, Lara (* 1990), britisch-deutsch-iranische Schauspielerin und Synchronsprecherin
- Heller, Lavinia, deutsche Übersetzungswissenschaftlerin
- Heller, Leo (1876–1941), deutscher Schriftsteller
- Heller, Louis B. (1905–1993), US-amerikanischer Jurist und Politiker
- Heller, Ludwig (1775–1826), deutscher klassischer Philologe
- Heller, Ludwig (1805–1878), deutscher evangelisch-lutherischer Geistlicher
- Heller, Ludwig (1866–1945), deutscher Indologe, Indogermanist und Hochschullehrer
- Heller, Lukas (1930–1988), deutsch-britischer Drehbuchautor
- Heller, Marcel (* 1986), deutscher Fußballspieler
- Heller, Marie-Luise (1918–2009), deutsche bildende Künstlerin
- Heller, Marielle (* 1979), US-amerikanische Schauspielerin, Drehbuchautorin und RegisseurinMarielle Heller (* 1979)

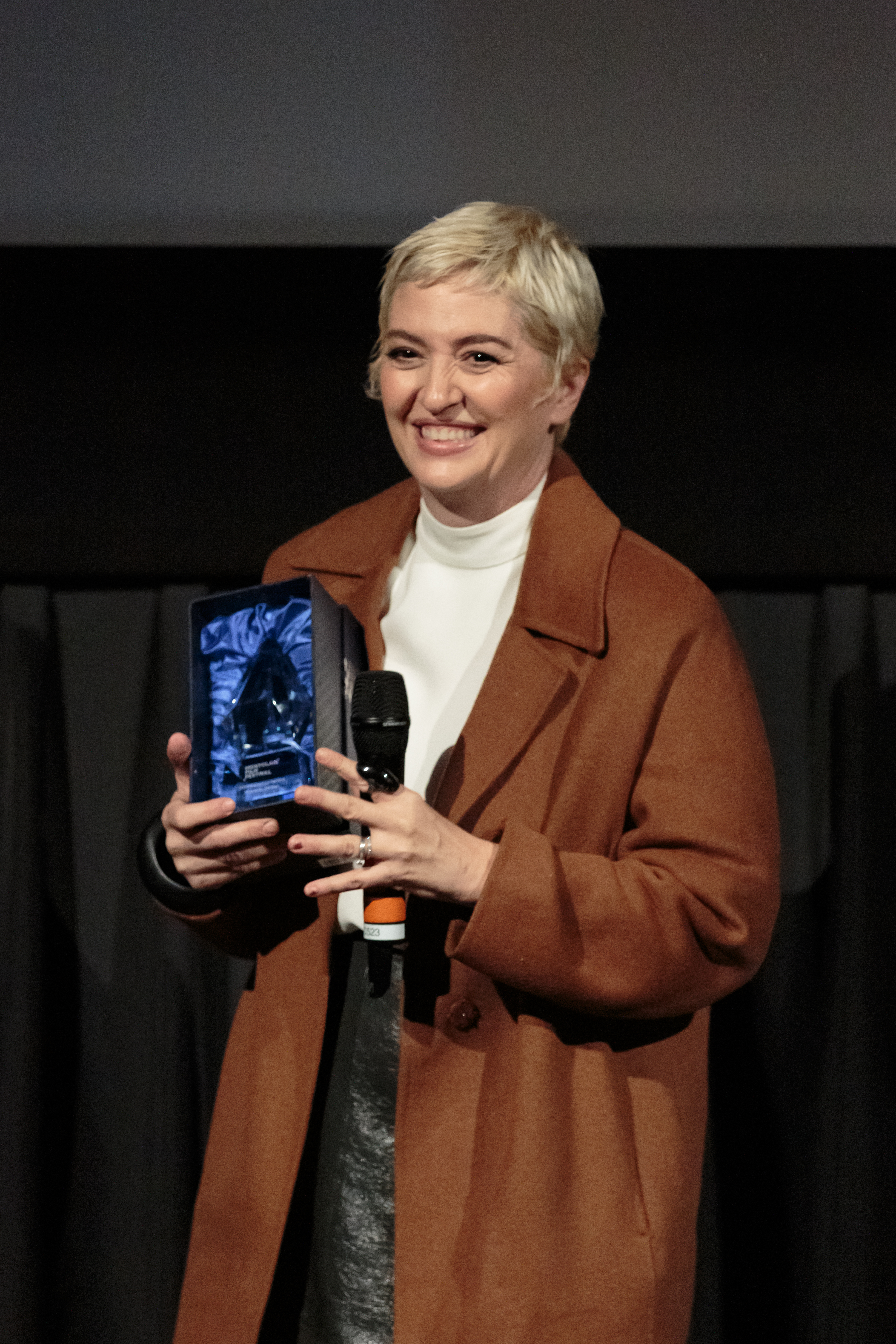
Marielle Heller (* 1979)

- Heller, Martin (1952–2021), Schweizer Kulturunternehmer, Ausstellungsmacher, Kurator und Autor
- Heller, Monica (* 1955), kanadische Linguistin
- Heller, Moritz (1768–1839), deutscher Kaufmann, Bürgermeister und Politiker
- Heller, Myriande (* 1958), deutsche Bühnenbildnerin, Filmarchitektin und Kostümbildnerin
- Heller, Ole (* 1972), deutscher Filmeditor
- Heller, Otto (1863–1941), deutsch-US-amerikanischer Literaturwissenschaftler
- Heller, Otto (* 1883), deutscher Landrat
- Heller, Otto (1896–1970), tschechoslowakisch-britischer Kameramann
- Heller, Otto (1897–1945), österreichischer Schriftsteller, Journalist und Widerstandskämpfer gegen den Nationalsozialismus
- Heller, Otto (1911–2004), österreichischer Generalkonsul
- Heller, Otto (* 1914), Schweizer Eishockeyspieler
- Heller, Paul (* 1971), deutscher Jazz-Saxophonist
- Heller, Pete, britischer House-DJ und Musikproduzent
- Heller, Peter (1920–1998), US-amerikanischer Germanist österreichischer Herkunft
- Heller, Peter (* 1946), deutscher Dokumentarfilmer und Produzent
- Heller, Peter (* 1959), US-amerikanischer Journalist und Schriftsteller.
- Heller, Peter (* 1989), deutscher Moderator und Fernsehjournalist
- Heller, Peter W. (* 1957), deutscher Umweltwissenschaftler, Unternehmer und Verwaltungsbeamter
- Heller, Philipp (1909–1938), deutscher Zimmermann, KPD-Mitglied und Widerstandskämpfer gegen die NS-Diktatur
- Heller, Rainer (* 1961), deutscher Kommunalpolitiker (SPD), Bürgermeister von Detmold
- Heller, Randee (* 1947), US-amerikanische SchauspielerinRandee Heller (* 1947)

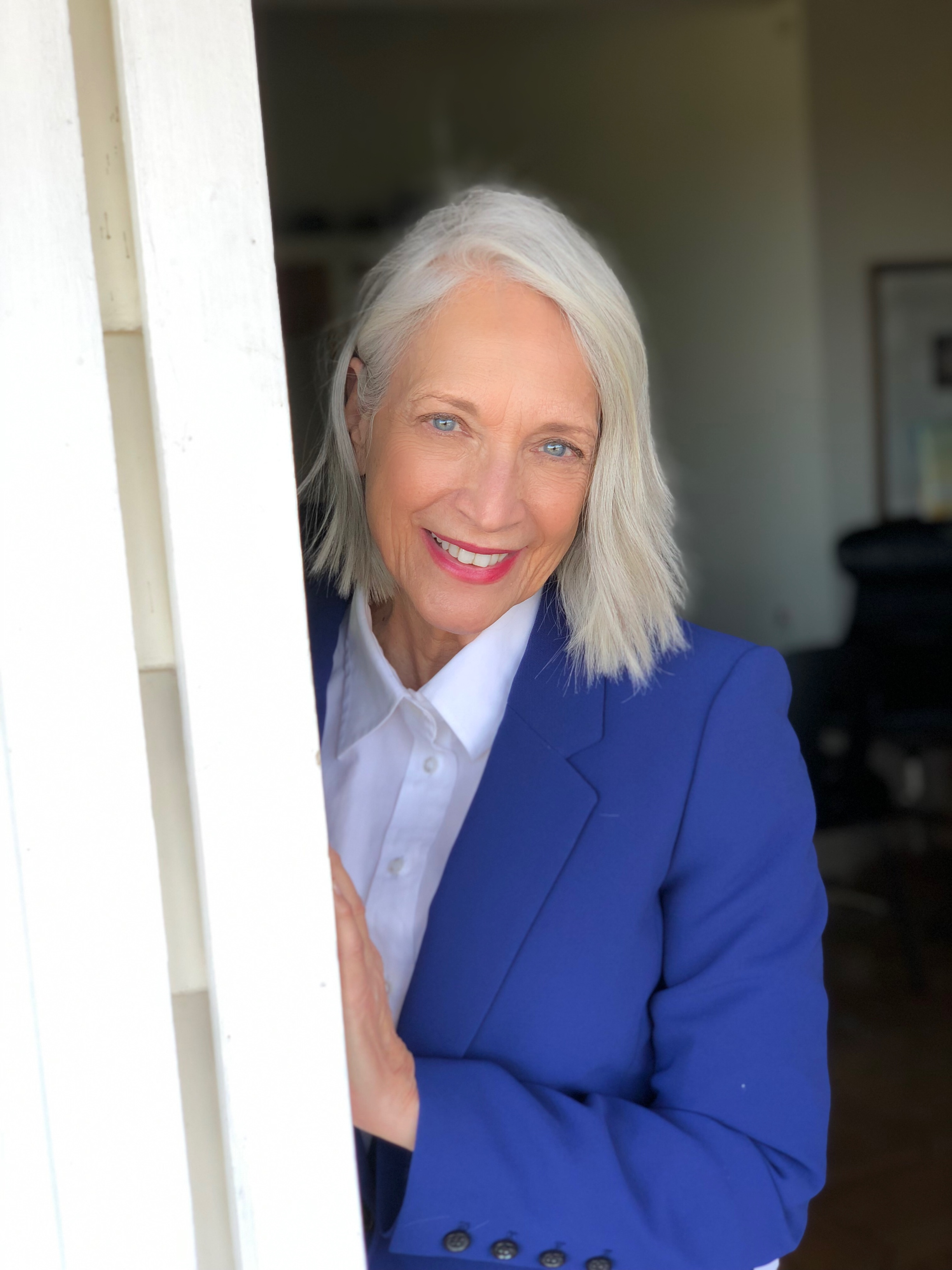
Randee Heller (* 1947)

- Heller, Reinhold (* 1885), deutscher Kriminalbeamter
- Heller, Reinhold (1933–1993), deutscher Maler
- Heller, Richard (1908–1944), deutscher Widerstandskämpfer gegen den Nationalsozialismus
- Heller, Richard (* 1954), österreichischer Komponist
- Heller, Robert (1812–1871), deutscher Journalist, Schriftsteller und Publizist
- Heller, Robert F. (* 1958), deutscher politischer Beamter
- Heller, Sapir (* 1989), israelische Theaterregisseurin
- Heller, Siegfried (1876–1970), deutscher Mathematikhistoriker
- Heller, Simon (1843–1922), österreichischer Blindenpädagoge
- Heller, Stephan (* 1961), deutscher Unternehmer und Buchautor
- Heller, Stephan (* 1968), deutscher Hörfunkmoderator und -programmdirektor
- Heller, Stephen (1813–1888), ungarischer Pianist und Komponist
- Heller, Theodor (1869–1938), österreichischer Heilpädagoge
- Heller, Tobias (* 1986), deutscher Politiker (AfD)
- Heller, Tobias (* 1994), Schweizer Unihockeyspieler
- Heller, Uda (* 1951), deutsche Politikerin (CDU), MdB
- Heller, Ursula (* 1961), deutsche Journalistin und Fernsehmoderatorin
- Heller, Viktor (1925–1987), österreichischer Jurist und Höchstrichter
- Heller, Vitus (1882–1956), deutscher Politiker
- Heller, Volker (* 1958), deutscher Kulturmanager, Jazzmusiker und Landesbibliotheksleiter
- Heller, Walter (1915–1987), US-amerikanischer Ökonom
- Heller, Wenzel Josef (1849–1914), böhmischer Komponist, Militärkapellmeister, Chorleiter und Kirchenmusiker
- Heller, Wilfried (* 1942), deutscher Geograph und Hochschullehrer (Sozial- und Kulturgeographie)
- Heller, Wilhelm (1888–1947), deutscher Verwaltungsbeamter und Landrat
- Heller, Willy (1900–1981), deutscher Politiker (CDU der DDR)
- Heller, Zoë (* 1965), britische Journalistin und SchriftstellerinZoë Heller (* 1965)

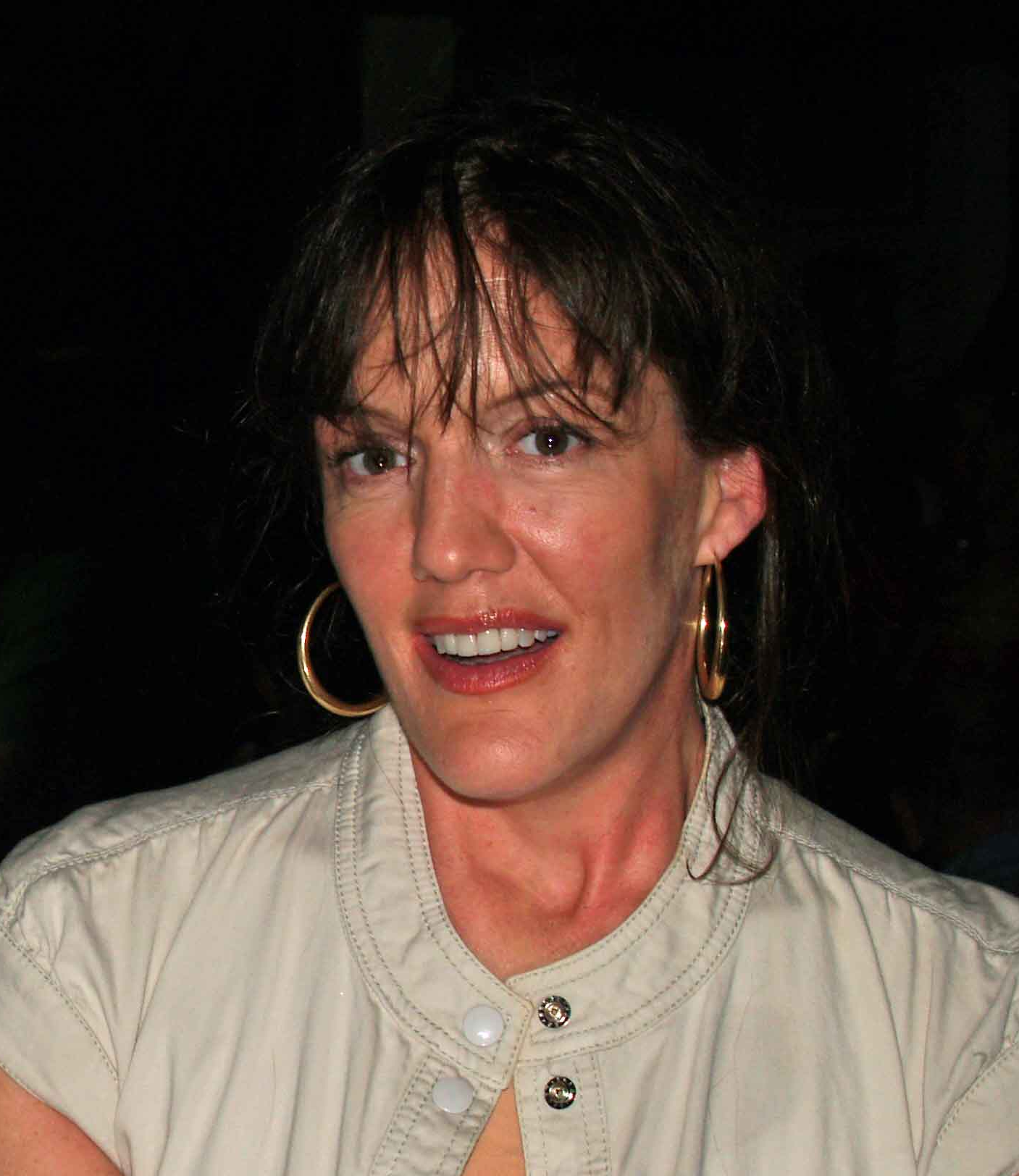
Zoë Heller (* 1965)

- Heller-Lazard, Ilse (1884–1934), deutsch-schweizerische Malerin
- Heller-Ostersetzer, Hermine (1874–1909), österreichische Malerin und Grafikerin
- Hellerich, Leopold (* 1990), österreichischer Handballspieler
- Hellerma, Kärt (* 1956), estnische Journalistin, Kritikerin und Schriftstellerin
- Hellerman, Fred (1927–2016), US-amerikanischer Gitarrist, Folksänger, Produzent und Songwriter
- Hellerman, Paul, US-amerikanischer Filmproduzent
- Hellermann, Edith (1895–1974), deutsche Politikerin (GB/BHE), MdL
- Hellermann, Friedrich Georg Christoph von (1723–1794), Landrat des Kreises Fürstenthum
- Hellermann, Johannes (* 1957), deutscher Rechtswissenschaftler und Professor für öffentliches Recht, Finanz- und Steuerrecht
- Hellermann, Josef (1885–1964), deutscher Lehrer, Schulrat und Politiker (CDU), MdL
- Hellermann, Mechthild (* 1947), deutsche Pädagogin, Gründerin des Schwelmer Modells
- Hellermann, Philipp Heinrich (1728–1806), deutscher Baumeister
- Hellermann, René (* 2000), österreichischer Fußballspieler
- Hellermann, Vollrath von (1900–1971), deutscher Generalmajor der Wehrmacht im Zweiten Weltkrieg
- Hellermann, Volrath von (1686–1756), preußischer Militär und Kommandant der Festung Kolberg
- Hellermann, Wilhelm Casimir von (1766–1840), Landrat des Kreises Fürstenthum
- Hellermann, Wilhelm von (1810–1889), pommerscher Gutsbesitzer, preußischer Landrat und Politiker, MdH
- Hellers, Ferdinand (* 1969), schwedischer Schachspieler
- Hellers, Guy (* 1964), luxemburgischer Fußballspieler und -trainer
- Hellert, Ulrike (* 1958), deutsche Psychologin

#### Helles
- Hellesen, Gunnar (1913–2005), norwegischer Politiker (Høyre), Verteidigungsminister und Fylkesmann

#### Hellet
- Helletsgruber, Luise (1901–1967), österreichische Opernsängerin (Sopran)

#### Helleu
- Helleu, Paul César (1859–1927), französischer Maler, Radierer und Illustrator des Realismus

#### Hellev
- Hellevang-Larsen, Calle (* 1977), norwegischer Komiker und Schauspieler

### Hellf
- Hellfaier, Detlev (* 1948), deutscher Bibliothekar
- Hellfaier, Karl-Alexander (1918–1987), deutscher Historiker und Bibliothekar
- Hellfeier, Alice (* 1993), deutsche Fußballspielerin
- Hellfeier, Scarlett (* 1991), deutsche Fußballspielerin
- Hellfeld, Ferdinand von (1811–1885), anhaltischer Oberschloßhauptmann
- Hellfeld, Johann August von (1717–1782), deutscher Rechtswissenschaftler
- Hellfeld, Matthias von (* 1954), deutscher Historiker, Journalist und PublizistMatthias von Hellfeld (* 1954)

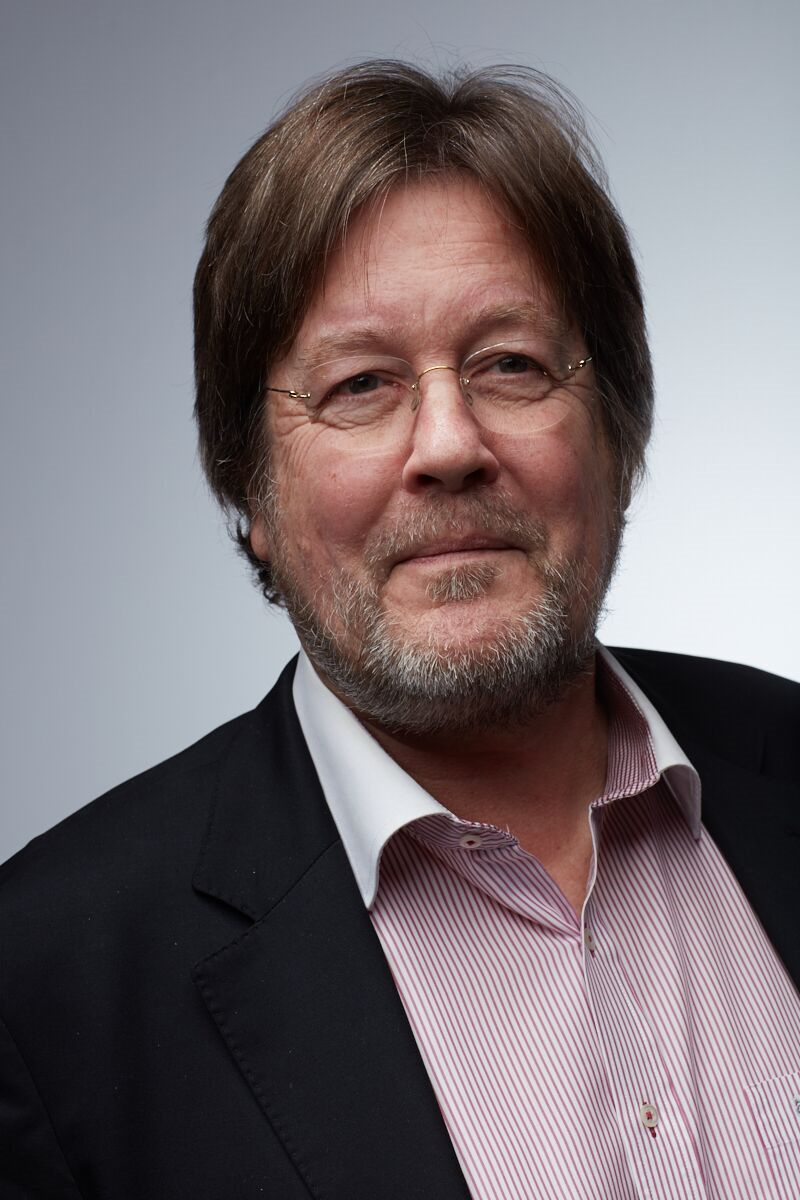
Matthias von Hellfeld (* 1954)

- Hellfeld, Otto von (1827–1908), preußischer Generalleutnant und Inspekteur in der 4. Fuß-Artillerieinspektion
- Hellfritz, Hans-Jürgen (* 1947), deutscher Fußballspieler
- Hellfritzsch, Moritz (* 1983), deutscher Regisseur und Drehbuchautor
- Hellfritzsch, Volkmar (1935–2022), deutscher Onomastiker und Pädagoge

### Hellg
- Hellgardt, Alexander (* 1978), deutscher Rechtswissenschaftler, Hochschullehrer
- Hellgardt, Ernst (* 1938), deutscher germanistischer Mediävist
- Hellge, Wilhelm (1878–1947), deutscher Politiker (SPD/SED), Gewerkschafter
- Hellgren, Claes (* 1955), schwedischer Handballspieler, Handballtrainer und Fitnesstrainer
- Hellgren, Edvin (1888–1919), schwedischer Langstreckenläufer
- Hellgreve, Joachim (1887–1956), deutscher Maler und Restaurator
- Hellgrewe, Jutta (1934–1998), deutsche Malerin, Grafikerin und Illustratorin
- Hellgrewe, Rudolf (1860–1926), deutscher Landschaftsmaler und Illustrator von Reiseliteratur

### Hellh
- Hellhammer, Dirk (1947–2018), deutscher Neuropsychologe und Hochschullehrer
- Hellhoff, Hans († 1975), deutscher Hörfunkmoderator und Reporter
- Hellhoff, Heinrich (1868–1914), deutscher Maler und Museumsleiter
- Hellhund, Herbert (* 1950), deutscher Musikwissenschaftler (Jazz) und Jazz-Trompeter

### Helli
- Hellickson, Russell (* 1948), US-amerikanischer Ringer
- Hellige, Heinrich (1900–1950), deutscher Kommunist und Widerstandskämpfer gegen den Nationalsozialismus, Bankdirektor
- Hellige, Walther (1910–1984), deutscher Politiker (FDP, CDU), MdB
- Hellin de Wavrin († 1191), Herr von Wavrin, Seneschall von Flandern
- Hellinck, Lupus († 1541), franko-flämischer Komponist und Sänger der Renaissance
- Helling, Detlef (* 1950), deutscher Politiker (CDU), MdB
- Helling, Fritz (1888–1973), deutscher Reformpädagoge
- Helling, Jakob (* 1990), deutscher Jazzmusiker (Trompete, Komposition)
- Helling, Karl (1904–1937), deutscher Schachspieler
- Helling, Wilfried (1927–2003), deutscher Jurist
- Helling, Wilhelm (1881–1925), deutscher Politiker (SPD), MdR
- Helling-Plahr, Katrin (* 1986), deutsche Politikerin (FDP), MdB
- Helling-Rosenthal, Ilse (1886–1939), deutsche Sopranistin und Gesangslehrerin
- Hellinga, Lotte (* 1932), niederländische Buchhistorikerin
- Hellinger, Bert (1925–2019), deutscher Familientherapeut
- Hellinger, Ernst (1883–1950), deutscher Mathematiker
- Hellinger, Franz (1901–1924), deutscher politischer Aktivist
- Hellinger, Johannes (1935–2022), deutscher Orthopäde
- Hellinger, Lothar (* 1979), deutscher Filmproduzent
- Hellinger, Mark (1903–1947), US-amerikanischer Journalist und Filmproduzent
- Hellinger, Marlis (* 1943), deutsche Anglistin, Sprachwissenschaftlerin, Hochschullehrerin und Autorin
- Hellinger, Martin (1904–1988), deutscher Zahnarzt, als Lagerarzt in KZs tätig
- Hellinger, Sascha (* 1995), deutscher Webvideoproduzent und LivestreamerSascha Hellinger (* 1995)

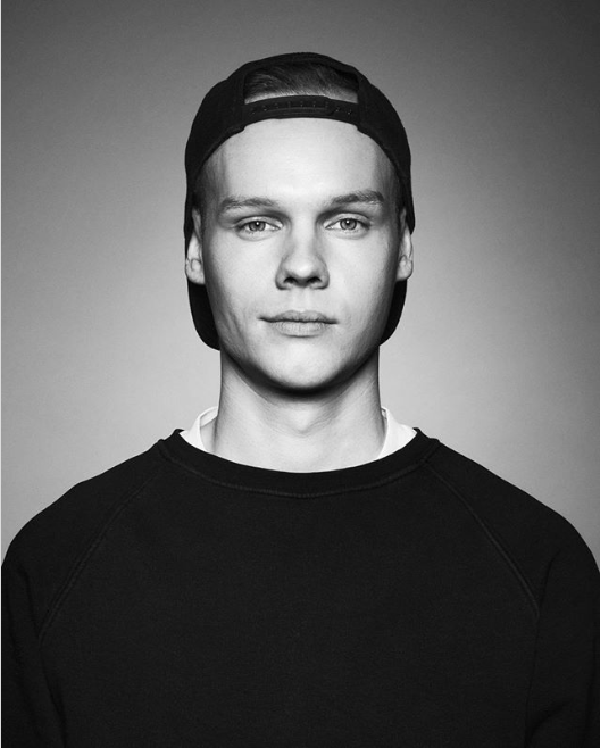
Sascha Hellinger (* 1995)

- Hellinghaus, Otto (1853–1935), deutscher Philosoph, Schriftsteller und Lehrer
- Hellinghausen, Sven M. (* 1975), deutscher Dirigent und Komponist
- Hellingrath, Berthold (1877–1954), deutscher Maler, Radierer und Hochschullehrer
- Hellingrath, Fritz von (1866–1946), deutscher Berufsoffizier, Landschaftsmaler, Zeichner und Radierer
- Hellingrath, Hans-Josef (1940–2021), deutscher Fußballspieler
- Hellingrath, Karl Max von (1905–1977), deutscher Staatssekretär
- Hellingrath, Norbert von (1888–1916), deutscher Germanist
- Hellingrath, Philipp von (1862–1939), bayerischer General der Kavallerie sowie Kriegsminister
- Hellings, Mack (1917–1951), US-amerikanischer Automobilrennfahrer
- Helliwell, David (1935–1993), kanadischer Ruderer
- Helliwell, John (* 1945), britischer Musiker (Holzblasinstrumente, Keyboards)John Helliwell (* 1945)

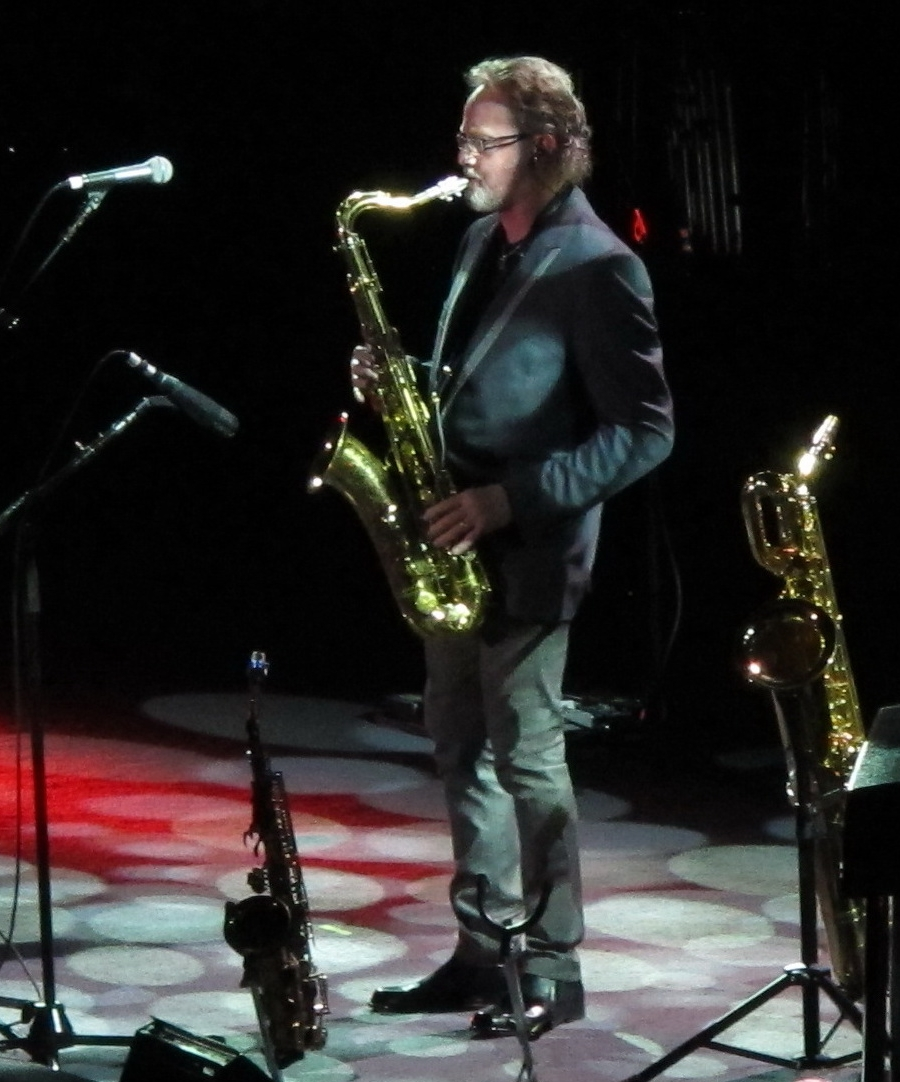
John Helliwell (* 1945)

- Helliwell, Robert A. (1920–2011), US-amerikanischer Elektroingenieur und Geophysiker

### Hellm
- Hellman, Ann-Christin (* 1955), schwedische Tischtennisspielerin
- Hellman, Anna (* 1978), schwedische Snowboarderin
- Hellman, Clarisse Doris (1910–1973), amerikanische Astronomiehistorikerin und Professorin für Wissenschaftsgeschichte
- Hellman, Daphne (1915–2002), US-amerikanische Jazzharfenistin und Philanthropistin
- Hellman, Inez, US-amerikanische Country-Musikerin und Disc-Jockey
- Hellman, Ivar (1891–1994), schwedischer Komponist und Dirigent
- Hellman, Jakob (* 1965), schwedischer Popmusiker
- Hellman, Jerome (1928–2021), US-amerikanischer Filmproduzent und Regisseur
- Hellman, Lillian (1905–1984), US-amerikanische Dramatikerin und Schriftstellerin
- Hellman, Louis (* 1936), britischer Architekt und Cartoonist
- Hellman, Marc (* 1941), Schweizer Jazzmusiker
- Hellman, Martin (* 1945), US-amerikanischer KryptologeMartin Hellman (* 1945)

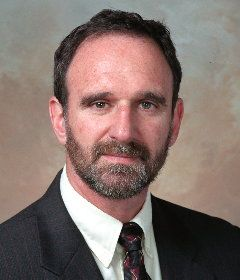
Martin Hellman (* 1945)

- Hellman, Monte (1929–2021), US-amerikanischer Filmregisseur, Filmproduzent und Filmeditor
- Hellman, Ocean (* 1971), kanadische Schauspielerin
- Hellman, Tobias (* 1973), schwedischer Skirennläufer
- Hellman, Vilhelm (1922–1991), schwedischer Skispringer
- Hellman, Walfrid (1883–1952), schwedischer Sportschütze
- Hellman, Walter (1916–1975), schwedisch-US-amerikanischer Weltmeister im Damespiel
- Hellmann, Alois Philipp (1841–1903), österreichischer Apotheker, Journalist und Schriftsteller
- Hellmann, Andreas (* 1952), deutscher Arzt, Vorsitzender der kassenärztlichen Bundesvereinigung
- Hellmann, Angelika (* 1954), deutsche Gerätturnerin
- Hellmann, August (1870–1939), deutscher Lehrer und Politiker (SPD), MdHB, MdR
- Hellmann, Axel (* 1971), deutscher Jurist und SportfunktionärAxel Hellmann (* 1971)

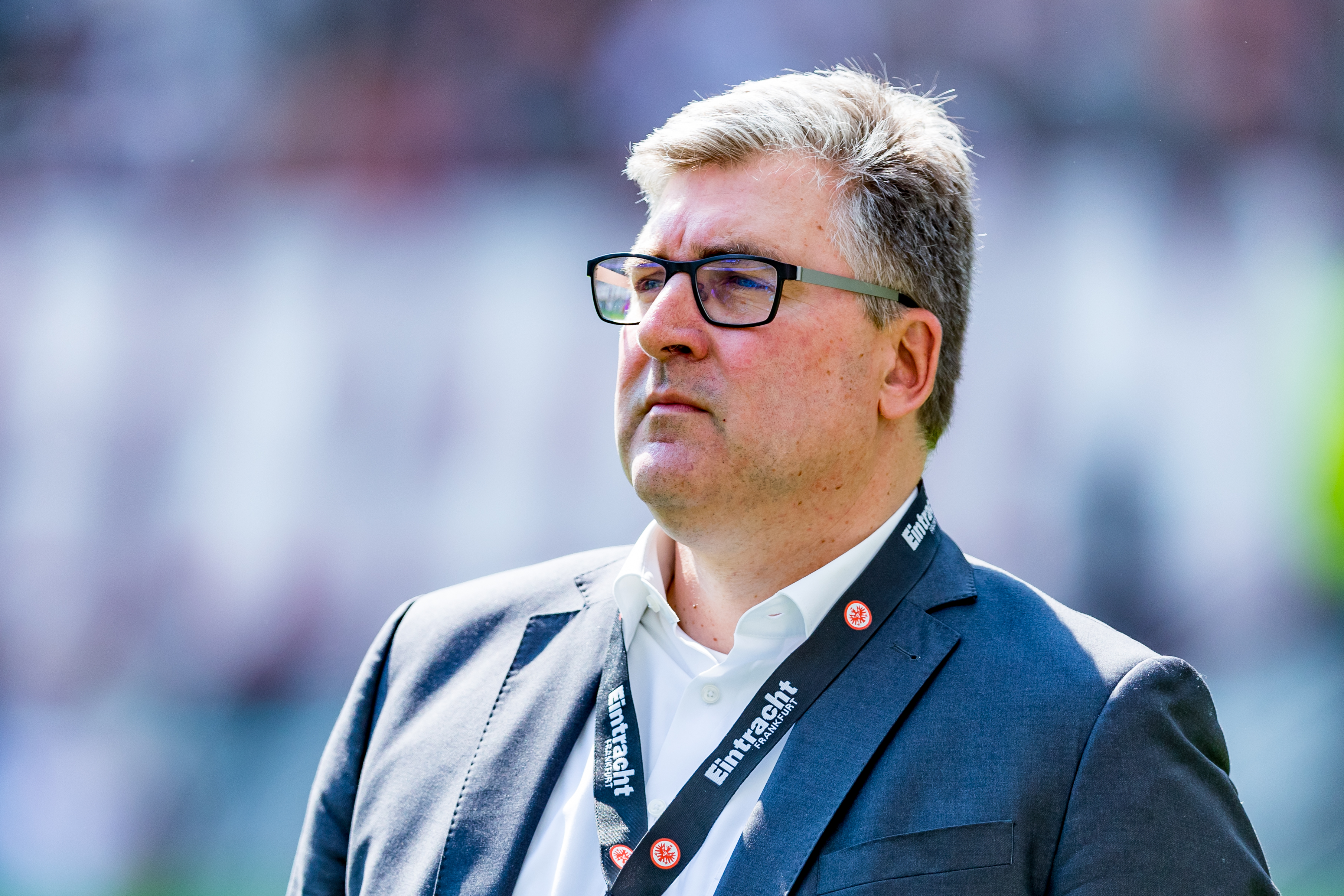
Axel Hellmann (* 1971)

- Hellmann, Bernhard (1912–1990), deutscher Geistlicher, Pfarrer, Geistlicher Rat und Ehrenbürger von Werl
- Hellmann, Christian (* 1961), deutscher Journalist
- Hellmann, Christopher (* 1992), deutscher Fußballspieler
- Hellmann, Daniel (* 1985), Schweizer Performance-Künstler
- Hellmann, Diana Beate (1957–2019), deutsche Autorin und Übersetzerin
- Hellmann, Dieter-Heinz (* 1942), deutscher Industriemanager und Hochschullehrer
- Hellmann, Diethard (1928–1999), deutscher Kirchenmusiker und Hochschullehrer
- Hellmann, Dirk (* 1966), deutscher Fußballtorhüter
- Hellmann, Ellen (1908–1982), südafrikanische Soziologin und Antiapartheidsaktivistin
- Hellmann, Felix (* 1978), deutscher Schauspieler
- Hellmann, Fritz (1862–1928), deutscher Musiker, Militär-Kapellmeister und Königlich-preußischer Musikdirektor
- Hellmann, Fritz (1908–1945), deutscher klassischer Philologe
- Hellmann, Gunther (* 1960), deutscher Politikwissenschaftler
- Hellmann, Gustav (1854–1939), deutscher Meteorologe und Klimatologe
- Hellmann, Hanna (1877–1942), deutsche Literaturwissenschaftlerin
- Hellmann, Hannes (* 1954), deutscher Schauspieler, HörspielsprecherHannes Hellmann (* 1954)

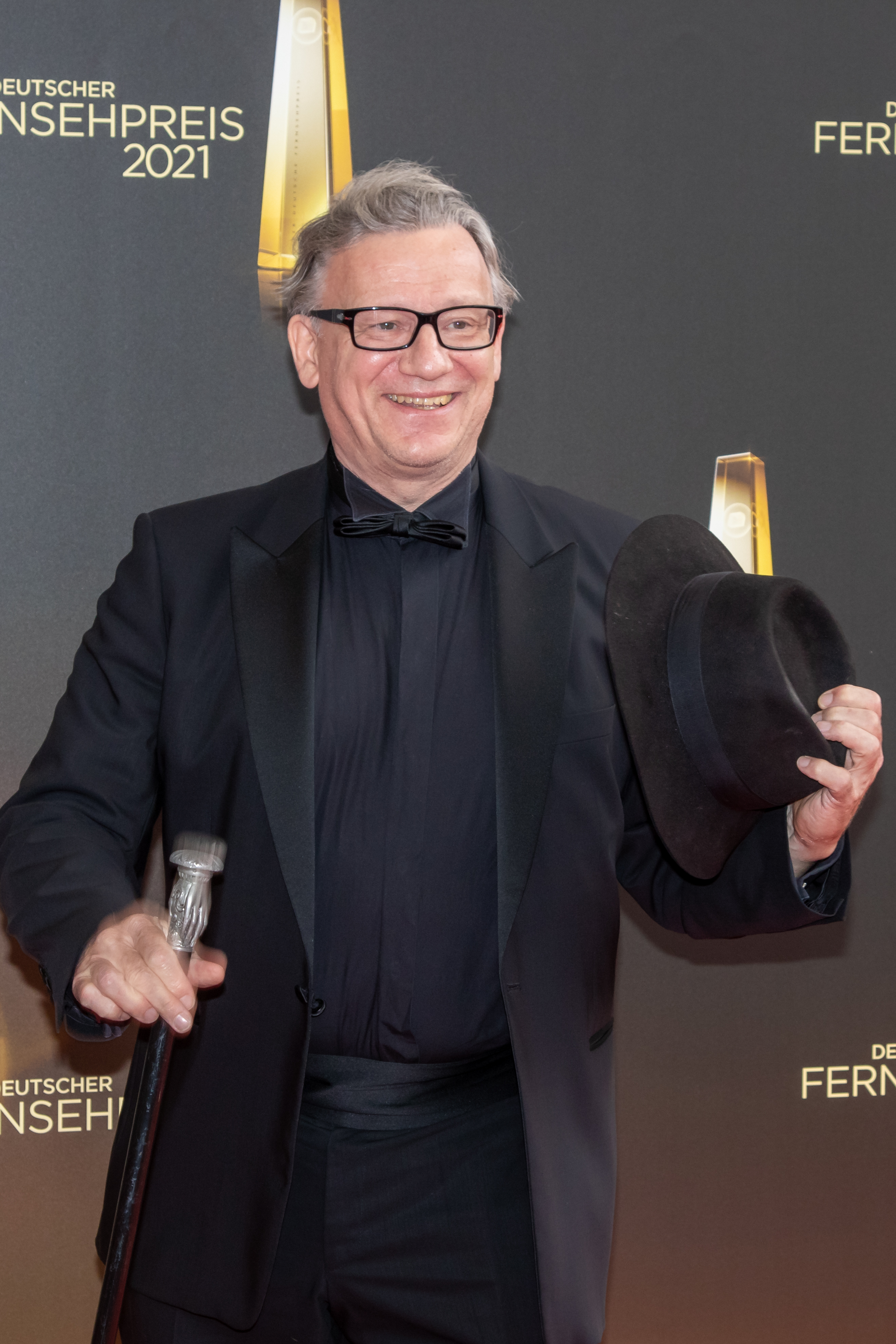
Hannes Hellmann (* 1954)

- Hellmann, Hans (1873–1900), Offizier der Kaiserlichen Marine
- Hellmann, Hans (1903–1938), deutscher Physiker
- Hellmann, Hans von (1857–1917), deutscher Regierungspräsident, MdR
- Hellmann, Herbert (1920–1990), deutscher Politiker (SPD), MdL
- Hellmann, Horst (1929–2010), deutscher Kommunalpolitiker (SPD)
- Hellmann, Johannes (1840–1924), deutscher Jurist
- Hellmann, John C. (* 1971), amerikanischer Eisenbahnmanager
- Hellmann, Jonathan (1788–1855), Landtagsabgeordneter Großherzogtum Hessen
- Hellmann, Kai-Uwe (* 1962), deutscher Soziologe und Konsumforscher
- Hellmann, Klaus (1919–2001), deutscher Internist und ärztlicher Standespolitiker
- Hellmann, Lieselotte (* 1908), deutsche Leichtathletin
- Hellmann, Manfred (1912–1992), deutscher Historiker
- Hellmann, Manfred (* 1948), deutscher Politiker (Die Linke), MdL
- Hellmann, Manfred (* 1962), deutscher Fußballspieler
- Hellmann, Manfred W. (* 1936), deutscher Linguist und Germanist
- Hellmann, Marcel (1898–1986), rumänischstämmiger Filmproduzent
- Hellmann, Marie-Christine (1950–2017), französische Klassische Archäologin
- Hellmann, Marion (* 1967), deutsche Leichtathletin
- Hellmann, Martina (* 1960), deutsche Leichtathletin und OlympiasiegerinMartina Hellmann (* 1960)

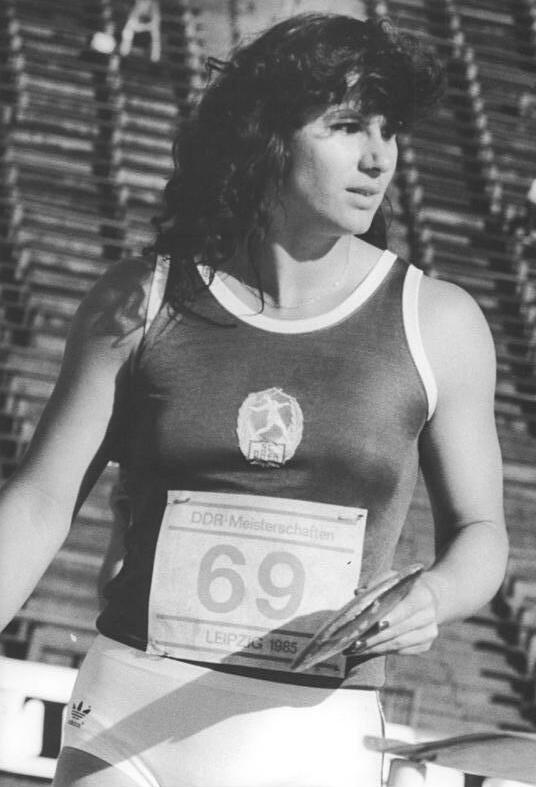
Martina Hellmann (* 1960)

- Hellmann, Max (1884–1939), deutscher Rechtsanwalt
- Hellmann, Maximilian (1702–1763), österreichischer Cymbalist, Paukist und Komponist
- Hellmann, Odair (* 1977), brasilianischer Fußballspieler und Fußballtrainer
- Hellmann, Oliver (* 1965), deutscher Altphilologe
- Hellmann, Oskar (1869–1944), deutscher Verleger und Autor
- Hellmann, Paul (1889–1964), deutscher Kapitän, einziger Ritterkreuzträger der Handelsmarine
- Hellmann, Peter (* 1974), deutscher Eishockeytorwart
- Hellmann, Reinhard (1909–1995), deutsch-amerikanischer Ingenieur
- Hellmann, Reinhard (* 1945), deutscher Schauspieler, Regisseur, Intendant und Hörspielsprecher
- Hellmann, Richard (1876–1971), deutsch-US-amerikanischer Unternehmer
- Hellmann, Rick (* 1988), deutscher Badmintonspieler
- Hellmann, Roman (1921–2012), österreichischer Designer
- Hellmann, Rudolf (1926–2005), deutscher Sportfunktionär
- Hellmann, Sebastian (* 1967), deutscher Fernsehmoderator und KommentatorSebastian Hellmann (* 1967)

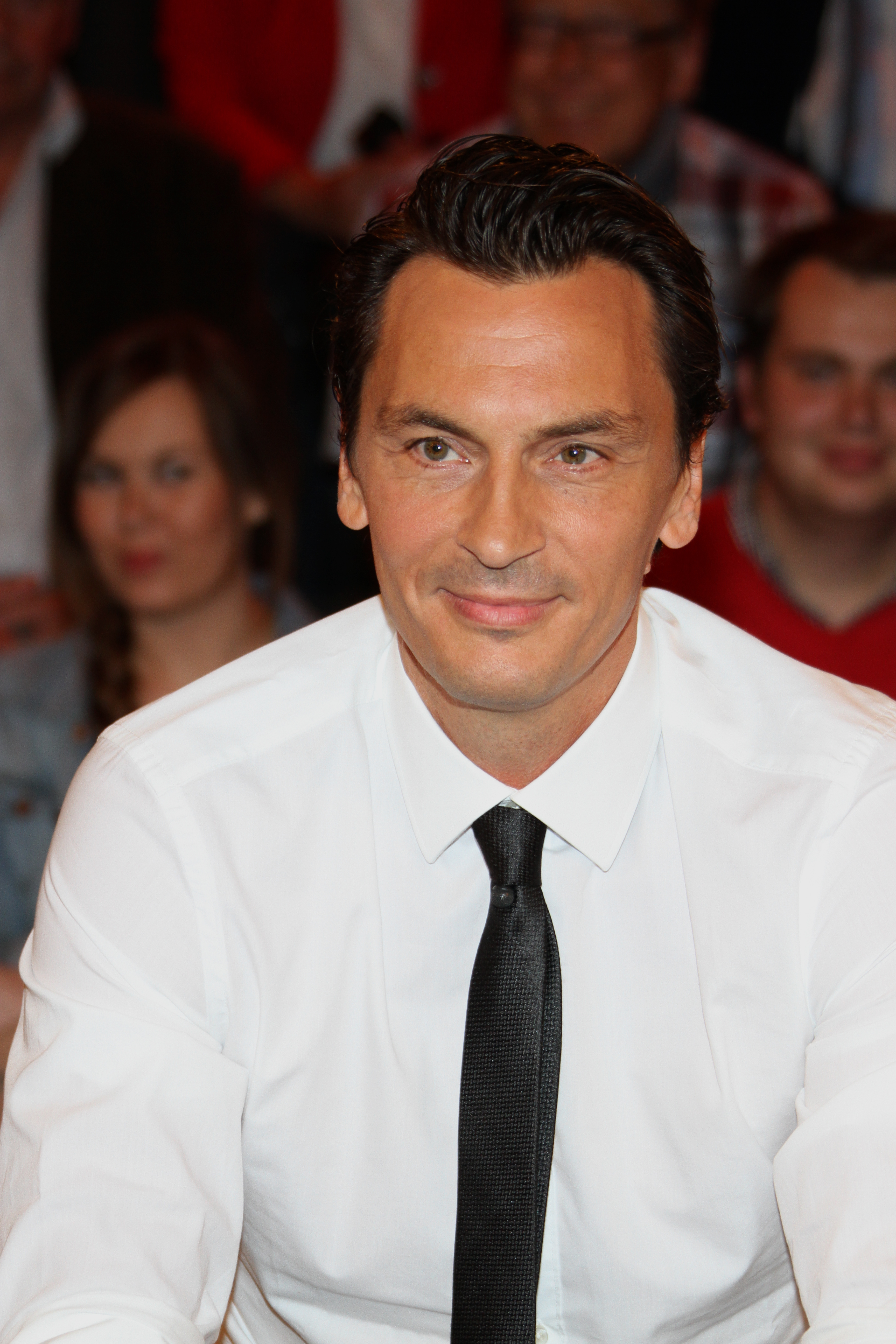
Sebastian Hellmann (* 1967)

- Hellmann, Siegmund (1872–1942), deutscher Historiker
- Hellmann, Tönnies (1912–2004), deutscher Schiffszimmerer und Widerstandskämpfer
- Hellmann, Uwe (* 1955), deutscher Rechtswissenschaftler und Hochschullehrer
- Hellmann, Willi (* 1930), deutscher Kriminalist, Generalinspekteur der Volkspolizei der DDR
- Hellmann, Yvonne (* 1975), deutsche Juristin, Richterin am Bundesverwaltungsgericht
- Hellmark Knutsson, Helene (* 1969), schwedische Politikerin der Sozialdemokratischen Arbeiterpartei Schwedens, Regierungsmitglied (ab 2014)
- Hellmayr, Carl Eduard (1878–1944), österreichischer Ornithologe
- Hellmer, Arthur (1880–1961), österreichischer Schauspieler, Regisseur und Intendant
- Hellmer, Edmund von (1850–1935), österreichischer Bildhauer
- Hellmer, Edmund von (1873–1950), österreichischer Richter, Musikschriftsteller und Journalist
- Hellmer, Joachim (1925–1990), deutscher Jurist und Hochschullehrer
- Hellmer, Johann Karl (1880–1950), österreichischer Kulturjournalist
- Hellmer, Karl (1896–1974), österreichischer SchauspielerKarl Hellmer (1896–1974)
- Hellmers, Brigitte (* 1958), deutsche Ruderin

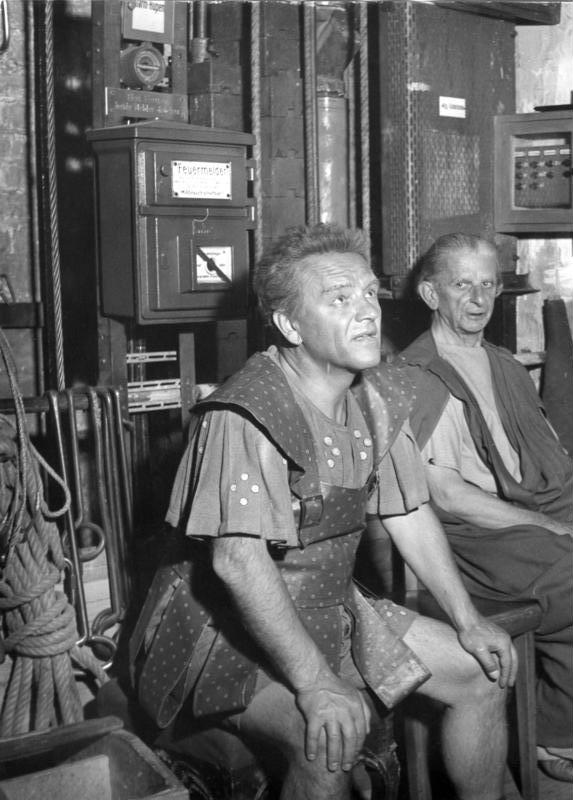
Karl Hellmer (1896–1974)

- Hellmers, Gerhard (1860–1944), deutscher Gymnasiallehrer
- Hellmert, Wolfgang (1906–1934), deutscher Schriftsteller
- Hellmesberger, Ferdinand (1863–1940), österreichischer Kapellmeister
- Hellmesberger, Georg junior (1830–1852), österreichischer Komponist und Violinist
- Hellmesberger, Georg senior (1800–1873), österreichischer Violinist und Pädagoge
- Hellmesberger, Joseph junior (1855–1907), österreichischer Violinist, Dirigent und Komponist
- Hellmesberger, Joseph senior (1828–1893), österreichischer Komponist, Violinist und Dirigent
- Hellmessen, Helmut (1924–2021), deutscher Grafiker und Maler
- Hellmich, Bernd (* 1959), deutscher Biathlet
- Hellmich, Christian (* 1971), österreichischer Bauingenieur
- Hellmich, Franz († 1628), Opfer der Hexenprozesse in Menden
- Hellmich, Friedrich (* 1952), deutscher Schriftsteller und Zeichner
- Hellmich, Hans (1904–1970), deutscher Parteifunktionär (SPD/SED)
- Hellmich, Harald (* 1931), deutscher Maler und Grafiker
- Hellmich, Heinz (1890–1944), deutscher Generalleutnant im Zweiten Weltkrieg
- Hellmich, Heinz (1924–2009), deutscher Schauspieler
- Hellmich, Ottó (1874–1937), ungarischer Turner
- Hellmich, Richard (1886–1944), deutscher Offizier, zuletzt Generalmajor der Wehrmacht
- Hellmich, Waldemar (1880–1949), deutscher Ingenieur und Direktor des Vereins Deutscher Ingenieure
- Hellmich, Walter (1906–1974), deutscher Herpetologe
- Hellmich, Walter (* 1944), deutscher FußballfunktionärWalter Hellmich (* 1944)

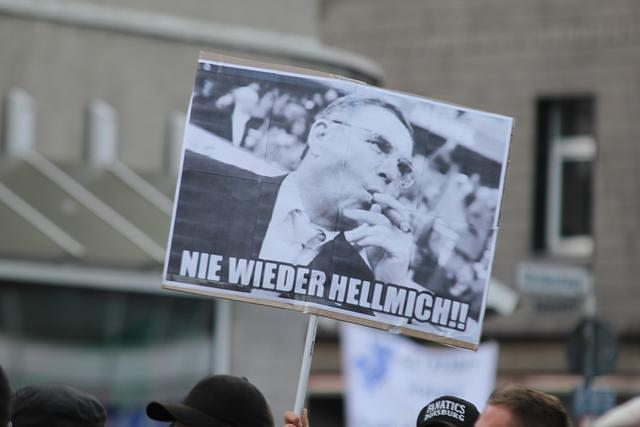
Walter Hellmich (* 1944)

- Hellmich, Wolfgang (* 1958), deutscher Politiker (SPD), MdB
- Hellmis, Arno (1901–1940), deutscher Sportreporter
- Hellmis, Heinz (1935–2014), deutscher Typograf und Buchgestalter
- Hellmold, Klaus (1913–1994), deutscher Bühnen- und Filmschauspieler
- Hellmüller, Franz (* 1973), Schweizer Jazzmusiker (Gitarre, Komposition)
- Hellmund, Elsa, russische Theaterschauspielerin an deutschen Bühnen
- Hellmund, Meinolf (1960–2016), deutscher Geologe und Paläontologe
- Hellmund, Rudolf Emil (1879–1942), deutsch-amerikanischer Elektrotechniker
- Hellmund, Wolfgang (1916–1989), deutscher Schauspieler und Synchronregisseur
- Hellmundt, Christoph (1938–2020), deutscher Musikwissenschaftler
- Hellmuth, Alden, amerikanische Jazzmusikerin (Saxophon, Komposition)
- Hellmuth, Barbara (* 1900), Kanzleisekretärin der Polizei
- Hellmuth, Eckhart (* 1946), deutscher Historiker
- Hellmuth, Ferdinand (1915–1995), deutscher Politiker (FDP/DVP), MdL (Baden-Württemberg)
- Hellmuth, Fritz (1878–1939), österreichischer Schriftsteller
- Hellmuth, Gerhard (* 1922), deutscher Fußballspieler
- Hellmuth, Johann Friedrich (1744–1785), deutscher Theaterschauspieler und Gründer einer Schauspielergesellschaft
- Hellmuth, Jörg (* 1957), deutscher Politiker (CDU), MdB
- Hellmuth, Leopold (* 1950), österreichischer Germanist
- Hellmuth, Lutz (* 1943), deutscher Bildhauer und Graphiker
- Hellmuth, Otto (1896–1968), deutscher Politiker (NSDAP), MdR, Gauleiter und Regierungspräsident von Mainfranken
- Hellmuth, Phil (* 1964), US-amerikanischer PokerspielerPhil Hellmuth (* 1964)

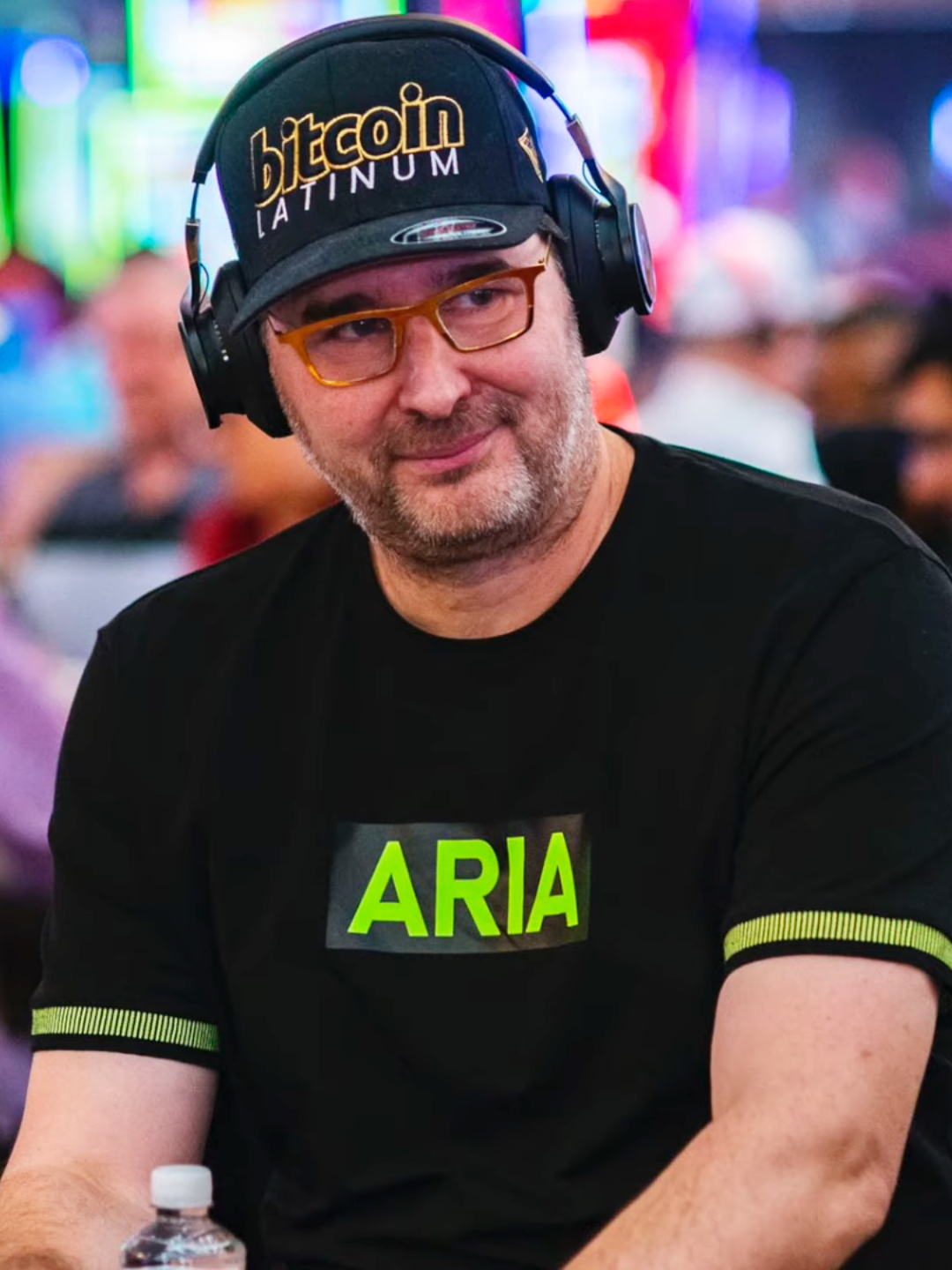
Phil Hellmuth (* 1964)

- Hellmuth, Thomas (* 1965), österreichischer Historiker
- Hellmuth, Toni (* 1990), deutscher Volleyballspieler und Beachvolleyballspieler
- Hellmuth-Bräm, Wilhelm (1827–1889), Schweizer Sänger und Schauspieler
- Hellmuth-Bräm, Wilhelm (* 1864), Schweizer Theaterschauspieler
- Hellmuth-Claus, Monika (1943–2016), deutsche Bildhauerin

### Helln
- Hellner, Erwin (1920–2010), deutscher Chemiker, Mineraloge und Kristallograph
- Hellner, Franz Xaver (1819–1901), deutscher Goldschmied
- Hellner, Friedrich (1825–1860), deutscher Architekt und Hochschullehrer, Gründer der Hannoverschen Architekturschule
- Hellner, Gösta (1937–2023), deutscher Fotograf
- Hellner, Hans (1900–1976), deutscher Chirurg
- Hellner, Jacob (* 1961), schwedischer Musikproduzent
- Hellner, Ludwig (1791–1862), deutscher Architekt, evangelischer Konsistorialbaumeister
- Hellner, Marcus (* 1985), schwedischer Skilangläufer
- Hellner, Nils (* 1965), deutscher Bauforscher und Grabungsarchitekt

### Hello
- Hello, Ernest (1828–1885), französischer Schriftsteller und Philosoph
- Hellot, Jean (1685–1766), französischer Chemiker
- Hellot, Roger (1899–1968), französischer Autorennfahrer

### Hellp
- Hellpach, Willy (1877–1955), deutscher Politiker, Journalist, Psychologe und Arzt

### Hellq
- Hellquist, Philip (* 1991), schwedischer Fußballspieler
- Hellqvist, Carl Gustaf (1851–1890), schwedischer Maler

### Hellr
- Hellrath, Emil (1838–1923), deutscher Landschaftsmaler
- Hellriegel, Hans-Jürgen (1917–1944), deutscher Marineoffizier und U-Bootkommandant im Zweiten Weltkrieg
- Hellriegel, Hermann (1831–1895), deutscher Agrikulturchemiker
- Hellriegel, Klaus-Peter (* 1939), deutscher Internist und Onkologe
- Hellriegel, Ludwig (1932–2011), deutscher Geistlicher und Kirchenhistoriker
- Hellriegel, Thomas (* 1971), deutscher TriathletThomas Hellriegel (* 1971)

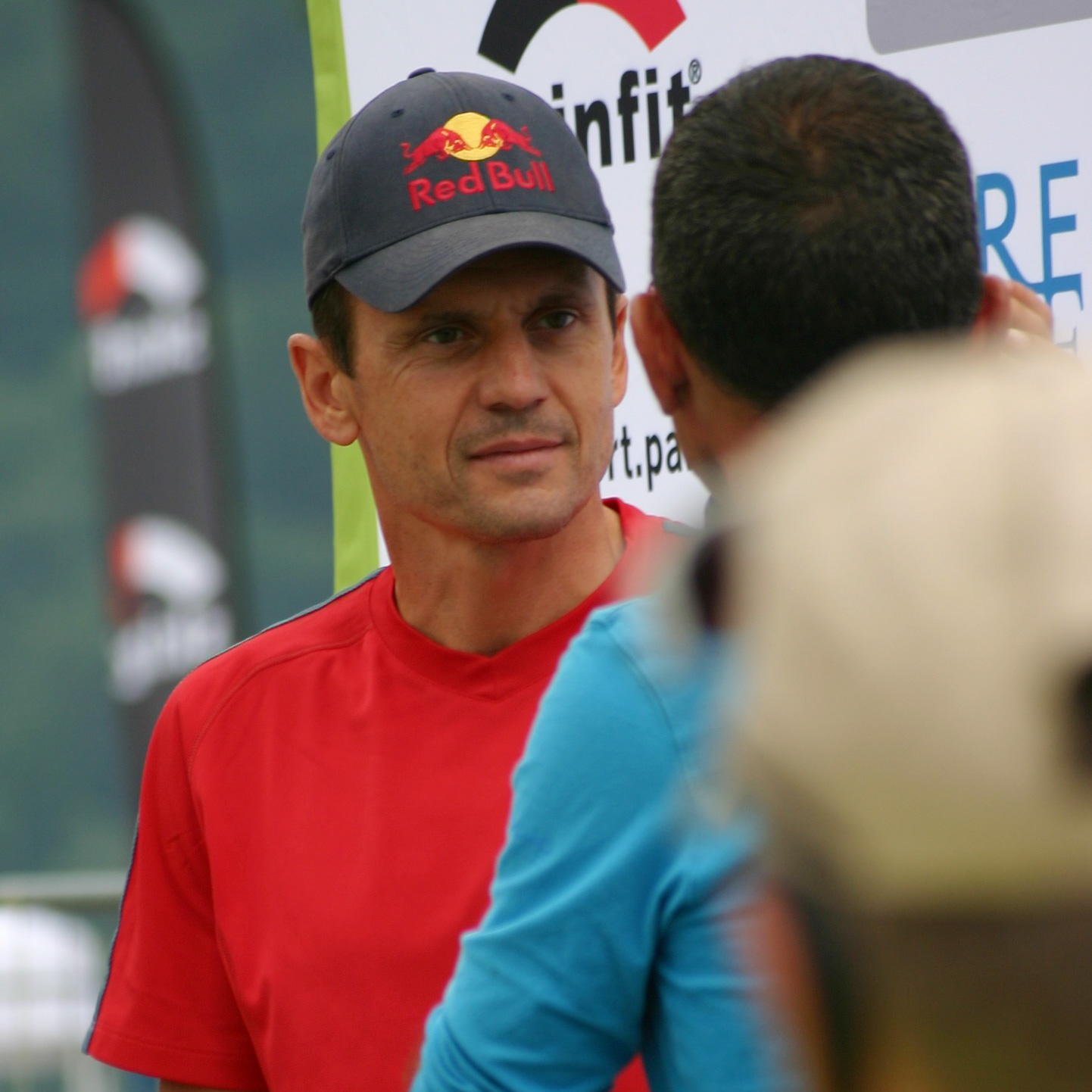
Thomas Hellriegel (* 1971)

- Hellrigl, Jakob Kasimir (* 1992), österreichischer Rapper und ModelJakob Kasimir Hellrigl (* 1992)

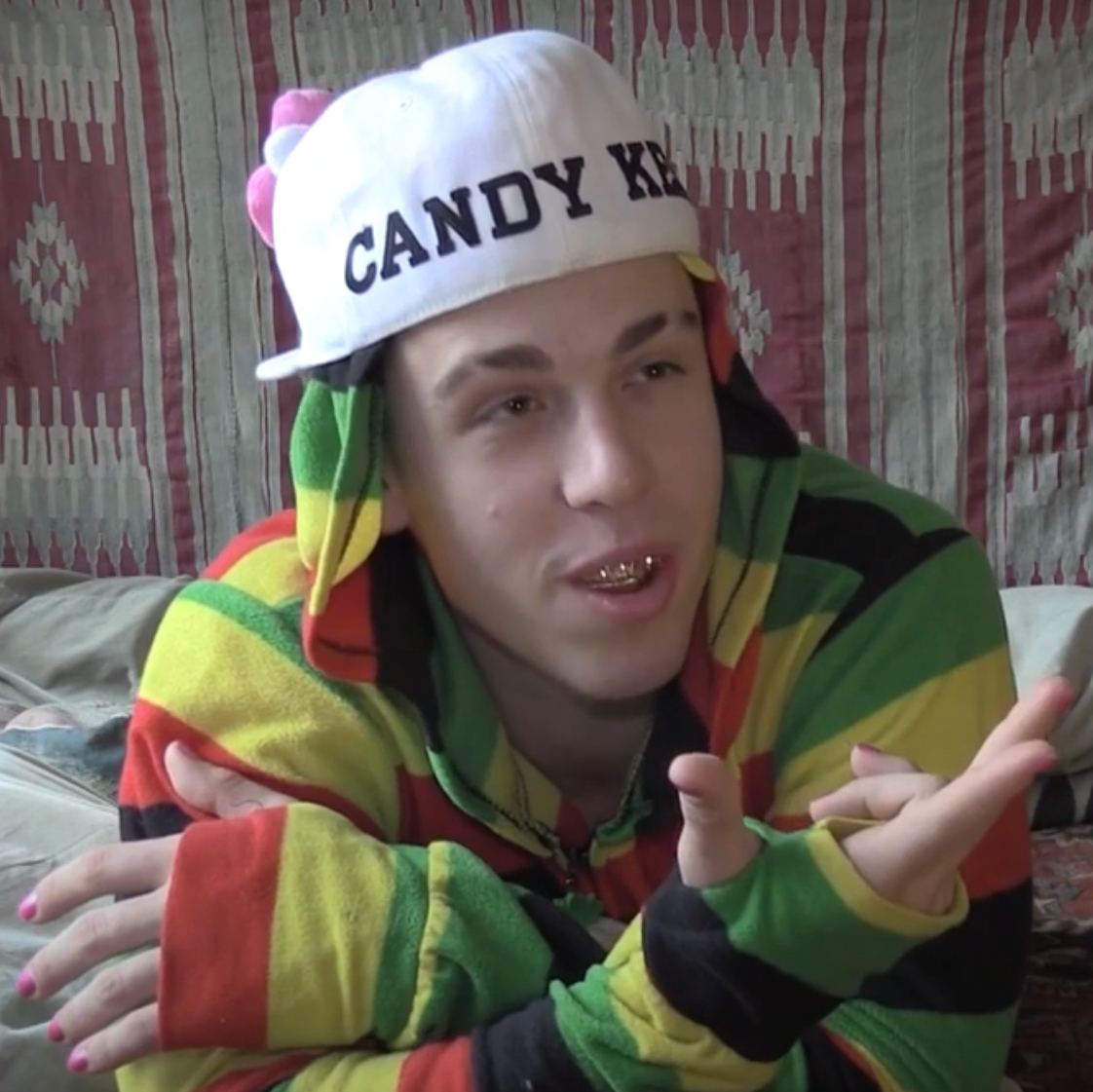
Jakob Kasimir Hellrigl (* 1992)

- Hellrigl, Wolfgang C. (1941–2010), deutscher Philatelist

### Hells
- Hellsberg, Clemens (* 1952), österreichischer Dirigent und Violinist
- Hellsgård, Carolina (* 1977), schwedische Regisseurin
- Hellsing, Lennart (1919–2015), schwedischer Schriftsteller und Übersetzer
- Hellsing, Olga, deutsch-kasachische Filmschauspielerin
- Hellstedt, Pini (* 1963), finnischer Kameramann
- Hellsten, Johan (* 1975), schwedischer Schachspieler
- Hellsten, Nils Erik (1886–1962), schwedischer Fechter
- Hellsten, Nils Robert (1885–1963), schwedischer Turner
- Hellsten, Voitto (1932–1998), finnischer Leichtathlet und Politiker, Mitglied des Reichstags
- Hellstern, Florian (* 2007), deutscher Fußballtorhüter
- Hellstern, Heinrich (1902–1984), Schweizer Pastor, Entwicklungshelfer, Ehrenpräsident der CFK
- Hellstern, Uwe (* 1960), deutscher Politiker (AfD)
- Hellstern, Wolfgang (* 1938), deutscher Fußballspieler
- Hellstorff, Helmut (1923–2004), deutscher Hörspielregisseur und Schauspieler
- Hellström, Alexander (* 1987), schwedischer Eishockeyspieler
- Hellström, Carl (1841–1916), schwedischer Offizier, Maler, Karikaturist und Grafiker
- Hellström, Carl (1864–1962), schwedischer Segler
- Hellström, Erland (* 1980), schwedischer Fußballspieler
- Hellström, Håkan (* 1974), schwedischer MusikerHåkan Hellström (* 1974)

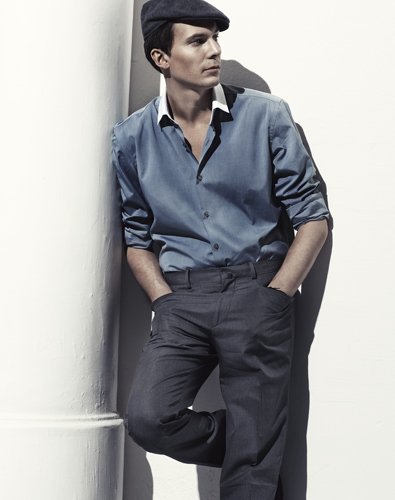
Håkan Hellström (* 1974)

- Hellström, Jan (* 1960), schwedischer Fußballspieler
- Hellström, Jan Arvid (1941–1994), schwedischer lutherischer Theologe und Bischof sowie Romanautor und Dichter
- Hellström, Jesper (* 1995), schwedischer Leichtathlet
- Hellström, Johan (1907–1988), finnischer Boxer
- Hellström, Kristian (1880–1946), schwedischer Mittel- und Langstreckenläufer
- Hellstrom, Louise (1882–1961), US-amerikanische Künstlerin, Kunstmäzenin, Designerin und Sammlerin
- Hellström, Mats (* 1942), schwedischer Politiker und Diplomat
- Hellström, Monica (* 1975), dänische Filmproduzentin
- Hellström, Ronnie (1949–2022), schwedischer Fußballtorwart
- Hellsvik, Gun (1942–2016), schwedische Politikerin (Moderata samlingspartiet)

### Hellu
- Hellum Lilleengen, Lukas (* 2000), norwegischer Tennisspieler
- Hellum, Asbjørn (* 1952), dänischer Historiker

### Hellv
- Hellvig, Eduard (* 1974), rumänischer Politiker und MdEP für Rumänien
- Hellvig, Hanna (* 2000), schwedische Volleyballspielerin
- Hellvig, Jonatan (* 2001), schwedischer BeachvolleyballspielerJonatan Hellvig (* 2001)

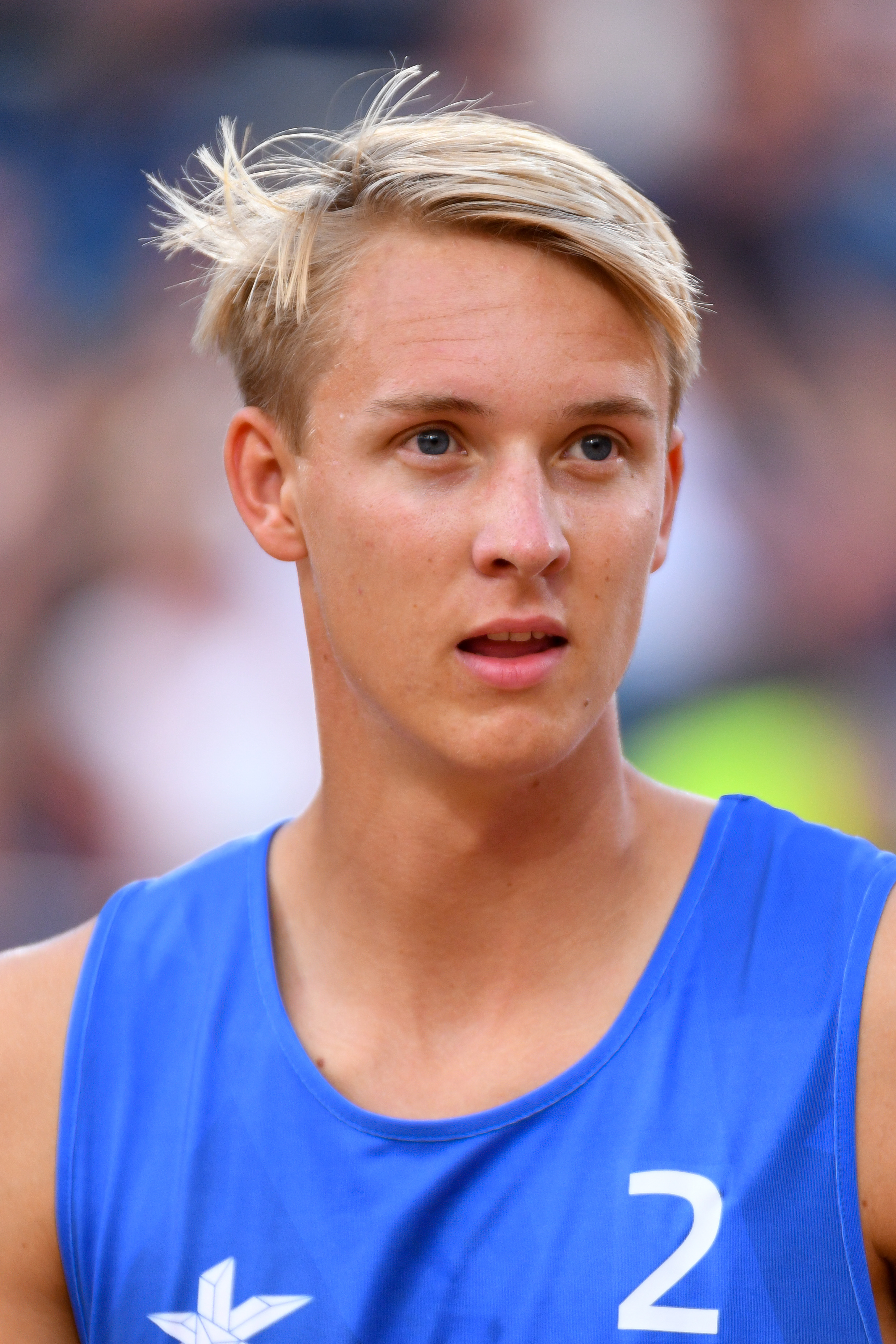
Jonatan Hellvig (* 2001)

### Hellw
- Hellwag, Christoph Friedrich (1754–1835), deutscher Arzt
- Hellwag, Ernst (1790–1862), deutscher Verwaltungsjurist und Autographensammler
- Hellwag, Fritz (1871–1950), deutscher Kunsthistoriker, -schriftsteller und Redakteur
- Hellwag, Hans (1871–1918), deutscher Maler und Illustrator
- Hellwag, Rudolf (1867–1942), deutscher Marine- und Landschaftsmaler
- Hellwag, Wilhelm (1827–1882), deutscher Eisenbahningenieur und Architekt
- Hellwagner, Franz (1916–2012), österreichischer Politiker (SPÖ), Abgeordneter zum Nationalrat
- Hellwald, Friedrich von (1842–1892), österreichisch-deutscher Journalist und Reiseschriftsteller
- Hellwarth, Robert (1930–2021), US-amerikanischer Physiker
- Hellweg, August (1847–1910), deutscher Reichsgerichtsrat
- Hellweg, Martin (* 1967), deutscher Manager und Wirtschaftswissenschaftler
- Hellweg, Stefanie (* 1971), deutsche Wirtschaftsingenieurin
- Hellweg, Werner (1925–2008), deutscher Fußballspieler
- Hellwege, Hans Günther (1927–1994), deutscher Politiker (CDU) und Abgeordneter des Niedersächsischen Landtages
- Hellwege, Hans Henning (* 1941), deutscher Pädiater
- Hellwege, Heinrich (1908–1991), deutscher Politiker (DHP, DP, CDU), Ministerpräsident von Niedersachsen, MdB, MdL NiedersachsenHeinrich Hellwege (1908–1991)

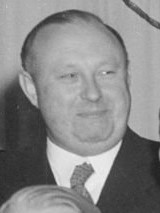
Heinrich Hellwege (1908–1991)

- Hellwege, Johann (1940–2023), deutscher Historiker, Hochschullehrer und Politiker (CDU)
- Hellwege, Karl Heinz (1910–1999), deutscher Festkörperphysiker
- Hellwege, Phillip (* 1971), deutscher Rechtswissenschaftler
- Hellweger, Franz (1812–1880), Tiroler Maler
- Hellweger, Michael (* 1996), italienischer Skilangläufer
- Hellwich, Markus (1967–2016), deutscher Basketballfunktionär
- Hellwig, Addi (1922–1996), deutscher Kaufmann und Produzent volkstümlicher Musik
- Hellwig, Albert (1880–1950), deutscher Jurist, Kriminalist und Publizist
- Hellwig, Anette (* 1970), deutsche Schauspielerin
- Hellwig, Caroline (* 1994), deutsche Schauspielerin
- Hellwig, Christian (1940–2014), deutscher Offizier, Generalmajor der Bundeswehr
- Hellwig, Christina Regina, deutsche Alchemistin
- Hellwig, Christoph von (1663–1721), deutscher Arzt, Erfinder des Hundertjährigen Kalenders
- Hellwig, Conrad (1824–1889), deutscher Landwirt, Bürgermeister und Politiker, MdR
- Hellwig, Dieter (1932–2008), deutscher Bootsbauer und Motorbootrennfahrer
- Hellwig, Eduard (* 1905), deutscher Ingenieur und Politiker (LDPD), MdV
- Hellwig, Ellen (* 1946), deutsche Schauspielerin, Hörspiel- und Synchronsprecherin
- Hellwig, Frank (* 1960), deutscher Spezialist für Bankenabwicklungen und Bankrestrukturierungen
- Hellwig, Franz Emil (1854–1929), Kaufmann und Sammler von Ethnographika in Deutsch-Neuguinea
- Hellwig, Fred G. (1919–1992), deutscher Künstler
- Hellwig, Friedrich (1782–1825), deutscher Sänger, Schauspieler und Regisseur
- Hellwig, Friedrich (1807–1862), preußischer Ministerialbeamter
- Hellwig, Friedrich von (1775–1845), preußischer Offizier
- Hellwig, Fritz (1912–2017), deutscher Politiker (CDU), MdB, MdEPFritz Hellwig (1912–2017)

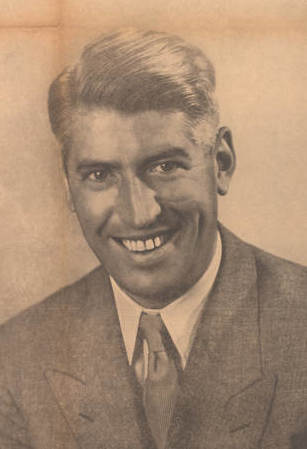
Fritz Hellwig (1912–2017)

- Hellwig, Gerhard (1925–2011), deutscher Dirigent und Chorleiter
- Hellwig, Günther (1903–1985), deutscher Geigenbauer, Restaurator und Autor
- Hellwig, Helen (1874–1960), US-amerikanische Tennisspielerin
- Hellwig, Helmut (1933–2016), deutscher Politiker (SPD), MdL
- Hellwig, Joachim (1932–2014), deutscher Dokumentarfilmregisseur, Dramaturg und Autor
- Hellwig, Johann, deutscher Orgelbauer in Holstein und Preußen
- Hellwig, Johann Christian Ludwig (1743–1831), deutscher Mathematiker und Naturwissenschaftler
- Hellwig, Johann Otto (1654–1698), deutscher Ostindienreisender, Arzt, Alchemist und Autor
- Hellwig, Jonas (* 1985), deutscher Webdesigner, Fachbuchautor und Video-Trainer
- Hellwig, Jürgen, deutscher American-Football-Spieler
- Hellwig, Karl (1924–1993), deutscher Politiker (SPD), MdL
- Hellwig, Karl August (1855–1914), deutscher Jurist, Offizier und Politiker
- Hellwig, Karl-Heinz (1928–2011), deutscher Fußballspieler
- Hellwig, Karlheinz (1931–2011), deutscher Anglist, Didaktiker und Hochschullehrer
- Hellwig, Klaus (* 1941), deutscher Pianist und Hochschullehrer
- Hellwig, Konrad (1856–1913), deutscher Rechtsgelehrter
- Hellwig, Kurt (1890–1966), deutscher Handwerker und Politiker (DNVP), MdR
- Hellwig, Kurt (* 1920), deutscher Politiker (CDU), MdBB
- Hellwig, Ludwig (1773–1838), deutscher Komponist und Musiker
- Hellwig, Ludwig (1846–1910), deutscher Gymnasiallehrer und lauenburgischer Heimatforscher
- Hellwig, Malte (* 1997), deutscher Hockeyspieler
- Hellwig, Marcus (* 1965), deutscher Journalist
- Hellwig, Margot (* 1941), deutsche Sängerin volkstümlicher MusikMargot Hellwig (* 1941)

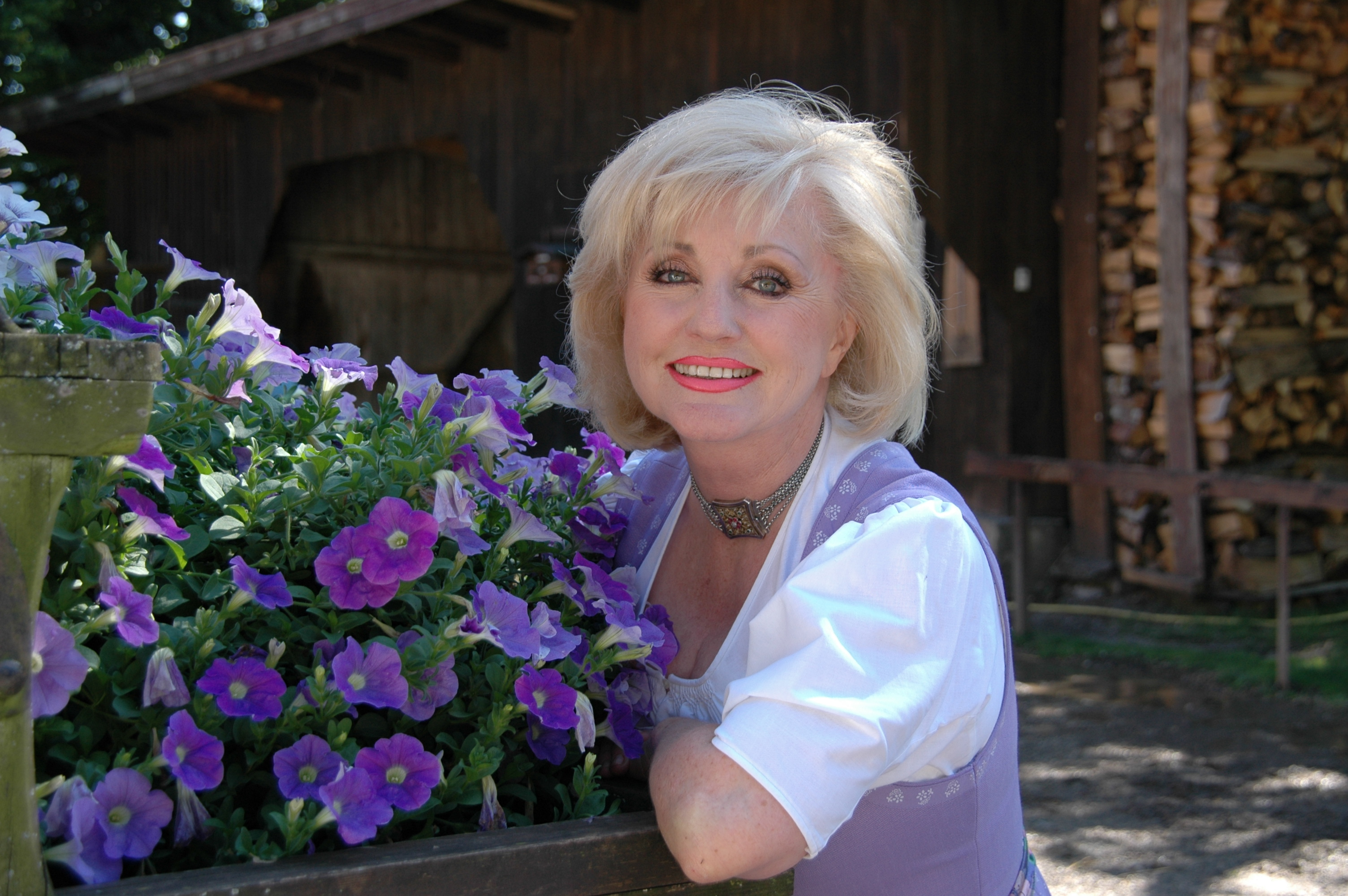
Margot Hellwig (* 1941)

- Hellwig, Maria (1920–2010), deutsche Sängerin, Moderatorin und Entertainerin
- Hellwig, Martin (* 1949), deutscher Volkswirt
- Hellwig, Mathilde (1825–1892), österreichische Opernsängerin
- Hellwig, Max (* 1873), deutscher Politiker (Wirtschaftspartei), MdL
- Hellwig, Moritz (1841–1912), deutscher Architekt und preußischer Baubeamter
- Hellwig, Otto (1838–1915), deutscher Politiker
- Hellwig, Otto (1898–1962), Generalleutnant der Polizei sowie SS- und Polizeiführer
- Hellwig, Peter (* 1943), deutscher Fußballspieler
- Hellwig, Renate (* 1940), deutsche Politikerin (CDU), MdL, MdB
- Hellwig, Runa (* 1970), deutsche Bauingenieurin
- Hellwig, Silke (* 1963), deutsche Journalistin und Chefredakteurin des Weser-Kuriers
- Hellwig, Tim (* 1999), deutscher TriathletTim Hellwig (* 1999)

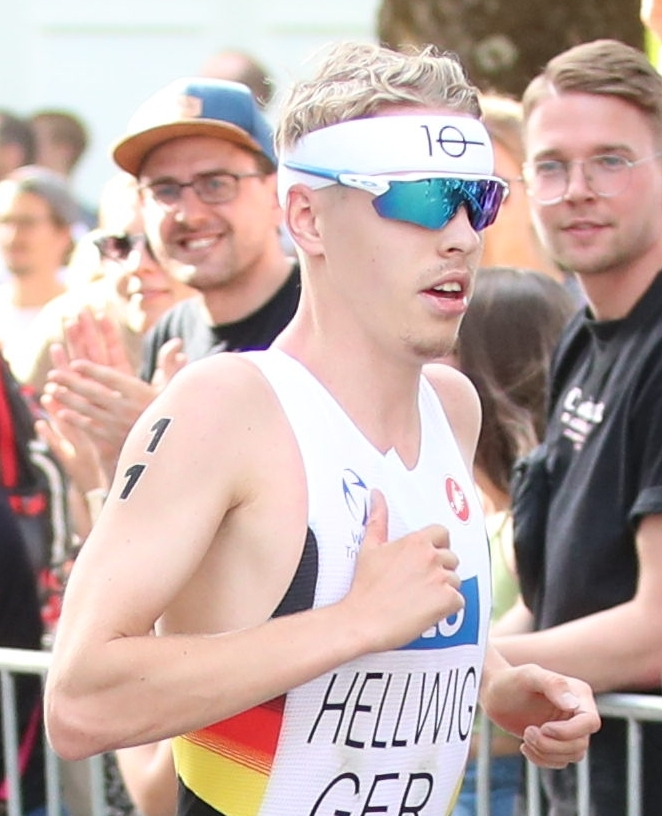
Tim Hellwig (* 1999)

- Hellwig, Walter (1848–1915), deutscher Architekt und Baubeamter
- Hellwig, Werner (* 1902), deutscher Jurist und Politiker (NSDAP)
- Hellwig, Werner (* 1954), deutscher Ruderer
- Hellwig-Bötte, Margit (* 1958), deutsche Diplomatin
- Hellwing, Günter (1914–1996), deutscher Politiker (SPD), MdL, Polizist
- Hellwinkel, Dieter (* 1935), deutscher Chemiker
- Hellwitz, Levi Lazar (1786–1860), deutscher Kaufmann und Geldhändler, Obervorsteher der Landjudenschaft des Herzogtums Westfalen (1825–1837)

### Helly
- Helly, Eduard (1884–1943), österreichischer Mathematiker
- Helly, Thomas (* 1990), österreichischer Fußballspieler
- Hellyer, Henry (1790–1832), britisch-australischer Entdeckungsreisender
- Hellyer, Paul (1923–2021), kanadischer Politiker